# Love Live!人物列表
以下是《Love Live!》系列的相關角色介紹。

## Love Live! School idol project登場人物

《Love Live!》的主要九位成員（μ's）。中間舉旗者為高坂穗乃果，其左側由上到下為絢瀨繪里、東條希、園田海未、南琴梨；其右側由上到下為星空凜、小泉花陽、西木野真姬、矢澤日香

以下是《Love Live! School idol project》系列角色介紹。日文姓名、平假名注音和罗马字注音参考自Love Live!动画官网，英文译名参考自Love Live!动画官网英文版。英文名与平文式罗马字不一致时，以斜体标注平文式罗马字。

### 國立音乃木坂學院
穗乃果等人就讀的學校，位於東京都千代田區神田神保町歷史悠久的傳統女子高等學校。因為學生入學人數過少而面臨被廢校的危機。動畫版本及漫畫版本設定三年級有三個班，二年級有兩班，一年級只有一班。
國立音乃木坂學院校服的領結顏色，代表此學生所屬的年級，藍色領結代表一年級學生，紅色領結代表二年級學生，綠色領結代表三年級學生。
後續在《Love Live! Sunshine!!》動畫中提到，μ's的成員們從音乃木坂畢業後，將所有關於μ's的一切都帶離開了。

#### μ's（繆斯）
- 女主角群所組成的學園偶像團體，為了拯救音乃木坂學院的廢校危機而努力活動中。
- 命名來源

- 該名稱為電擊G's公開向讀者募集並由讀者票選產生，從第二張單曲才正式採用，語源為希臘神話中掌管藝術與科學的9位女神的總稱「μ's」（命名者為『御兒勇馬』）。
- 電視動畫版本中命名者為東條希，設定為隸屬於偶像研究部社團，劇場版中因三年級成員們已畢業，因此第三屆Love Live!大賽在秋葉巨蛋開幕式中舉行了她們最後的告別Live——《我們是合而為一的光芒》後μ's就正式解散，被之後Love Live!大賽的參賽隊伍比喻為「傳說中的偶像組合」。
- 漫畫書版本命名者為高坂穗乃果。

- 成立過程

- 電視動畫版本：穗乃果、小鳥共同成立→海未加入→花陽加入→凜、真姬加入→妮可加入→繪里與希加入
- 漫畫書版本：穗乃果成立→凜加入→花陽加入→小鳥加入→海未加入→妮可加入→真姬加入→希加入→繪里加入

高坂穗乃果（Kosaka Honoka，聲：新田惠海）
μ's的隊長，同時為分隊「Printemps」的隊長。應援色是橙色。報數「1」。第一人稱為「我」（ Watashi）或「穗乃果」（ほのか）。在遊戲中的主要屬性為smile。
16歲，高中2年級生→3年（電視動畫2期最後）→畢業（劇場版結尾）。生日8月3日（獅子座），身高157厘米，血型O型，三圍B78/W58/H82。
- 偶像活動計畫的提出者，個性直率熱情、對任何事都全力以赴的努力家。家中經營穗村和菓子日式糕點專賣店（ Homura，原型为日式点心店“竹村”）。
- 家裡有父親、母親、小兩歲的妹妹、祖母。和海未、小鳥是打娘胎就在一起的好閨密。
- 因為家里為和式點心店的關係，很少接觸到麵包，因此非常喜歡吃麵包。十分喜歡吃零食，典型的吃貨屬性。因為嘴饞的原因，所以經常會有關於體重的煩惱。
- 性格不拘小節，隨和，房間經常亂七八糟。偶爾也會展現出天然黑的一面。典型的笨手笨腳的性格。無論什麼時候都充滿活力，元氣滿滿，無論什麼困難都能以樂觀的精神面對。
- 平時做事從不經過大腦思考，所以經常犯錯誤，不過一旦認真起來就會十分投入，做事向來言出必行。從沒做過所謂的「預習」這檔事。
- 妮可認為如果用動物來比喻的話是臘腸狗。

漫畫設定
- 創立偶像研究社的四個成員之一。原先為劍道部成員。
- 在一年級時得知了廢校的消息，為打響學校知名度於劍道大賽的新人個人賽中獲得優勝。
- 希望能藉此增加入學學生，阻止廢校，但來年的入學學生並未因此增加。二年級時退出劍道部，決心成立偶像部。
- 與琴梨、海未、繪里四人是童年玩伴，後來在國中時認識了花陽跟凜。
- 所屬的家庭創下了祖母、母親、孫女三代都曾就讀同一間學校的歷史紀錄。
- 與動畫版相比，與妹妹雪穗的感情相當良好，二人在家裡幾乎是黏在一起。

動畫設定
- μ's的發起人兼初期成員之一，後加入偶像研究社。2年2班29號。數學成績不好。
- 與小鳥、海未三人是童年玩伴。與父親、母親、小兩歲的妹妹、寵物柴犬同住。妹妹的名字是雪穗，就讀音乃木坂中學。
- 二年級得知学校将被废校，然后从妹妹得知有校园偶像的存在，在看到UTX的校园偶像的PV影像後，提出了组建自己學校的校园偶像来拯救学校。
- 因為家裡為和式點心店的關係，很少能接觸到麵包，因此非常喜歡吃麵包。看戀愛電影會睡著。
- 是琴梨最初的朋友。從幼稚園就玩在一起。由於小鳥要離開自己沒有注意到而自暴自棄，被海未搧了一巴掌。
- 於第2期成為了學生會會長。因為怕自己再次給大家添麻煩而不想參加第2屆的Love Live!，但在其他成員的說服之下決心參加，並以拿下冠軍為目標。

小說設定
- μ's的三個初始成員之一。二年級得知廢校訊息。數學成績不好。曾歸咎於海未總是教她寫作業以至於她都沒靠自己想過。
- 店鋪的看板娘暨繼承人之一。音乃木坂小、中、高的經歷者之一。出生、成長於本地的地元人。
- 喜歡巧克力口味的冰棒。父親經常會帶三人去地方澡堂。以為去教堂可以拿到免費的麵包所以就潛入了。十分擅長射擊、釣水球等祭典遊戲。
- 和海未是打娘胎就在一起的玩伴。母親輩彼此也是兒時玩伴。多次離家出走。每次都會逃往園田家。有一次因不明緣由帶著海未離家躲在神社內。
- 幾乎天天和海未一起在公園玩。據海未描述是較喜歡球類運動。而真要說是哪一方的話其實比較擅長數理。
- 並非因為A-RISE才想當偶像。實際看了A-RISE的表演後一度想放棄。
- 送小鳥第一件迷你裙的人。這件迷你裙是親戚送穗乃果的。

其他版本設定
- 如果自己是男生的話女朋友會選做點心的琴梨，但男朋友的話會選海未。相信有外星人。
- 小三的時候在張貼於走廊的運動會心得上只寫了「今天是運動會」一句話，瞬間揚名全校。
- 不知道繪里是音乃木小出身的。去圖書館會睡著。以為非洲是一個國家。
- 認為情人節是可以放縱吃巧克力的日子，而白情人節是吃點心的日子。嗜吃麵包以致於在麵包店集到三百點。
- 自稱運氣不錯，但也自認比不上希。不能練習時會躁動到衝出去跑步。曾經想要靠蹲跳上明神男坂，結果只跳一階就放棄了。討厭青椒。

絢瀨繪里（Ayase Eli，聲：南條愛乃）
μ's的隊員，同時為分隊「BiBi」的隊長。應援色是水色。報數「9」。第一人稱為「我」（ Watashi），口頭禪是（俄語：太好了！）。在遊戲中的主要屬性為cool。
17歲，高中3年級生→畢業生（電視動畫2期最後）。生日10月21日，天秤座，身高162厘米，血型B型，三圍B88/W60/H84。
- 學生會會長。享樂主義的鮮明性格。從以前到現在從未對任何事專心一意，不過對偶像活動燃起了興趣。
- 祖母為俄羅斯人，四分之一俄羅斯血統的混血兒。小時候被稱為「聰明可愛的繪里」（日语： Kashikoi Kawaii Elichika）。擁有兩位弟弟。
- 似乎會彈吉他。教唆海未使用飛吻的人。不擅長鬼屋。不相信有聖誕老人。
- 日香認為如果用動物來比喻的話是獅子或老虎。

漫畫設定
- 與穗乃果、琴梨和海未四人是童年玩伴，性格上親切自然、親和力跟責任感十足，在後輩眼中有如大姊、親姐姐般的存在。
- 性格冷靜被動。不會主動對活動熱衷的回家類型。責任感強，一旦管事就會卯足勁負責到底。似乎會彈吉他。
- 有一妹妹以照片圖示客串。
- 原本沒有參與社團，後來在其他學生的擁護下，擔任學生會長的職務。為了音乃木坂的未來而煩惱，甚至與UTX的會長起爭執。
- 得知穗乃果成立偶像部的原因後，為支持她們的社團與學校的存亡四處奔走，直到最後才加入為μ's的一員。

動畫設定
- 與穗乃果等2年級生組的人並未認識。擔任學生會會長。雖然向理事長提出停止廢校的對策但被駁回。反對穗乃果等人成立偶像部。原先錄下μ's演唱的第1場Live是为了证明μ's实力不足，但意外让μ's开始出现人气。
- 由于自身有练习芭蕾舞，所以不认同μ's的实力，但海未让其知道她们能做得到的決心而成功邀请绘里加入μ's。之后才放开心境并推动團員之間不用在顧及稱謂與上下的關係，使得團員之間的感情能夠融洽。
- 高一時由於同班的希主動搭話而認識希。高一起就知道日香創立了偶像研究社，不過沒有興趣。
- 有一日俄混血的妹妹。小時候曾學過芭蕾舞，加入μ's後開始對其他成員進行身體柔軟度的訓練，並與海未一同監督成員的體能狀況，也是團體之後的舞技指導與構想者。
- 因就讀學校為祖母高中母校的關係，對學校的重視非同一般。被咖啡色羊駝吐過口水，至今仍對其心生畏懼。提議取消前後輩關係。有「（是的）」的口癖。
- 第2期將學生會長的職務交給穗乃果；另外在第2期動畫裡流露出怕黑的性格。似乎缺乏了部分的生活常識。譬如漢堡或大頭貼。

小說設定
- 和希一起加入μ's成為最後兩位成員。給予了μ's學生會的資源。
- 母親也是音乃木坂的畢業生。擁有一枚音乃木坂的紀念戒指。曾約定將在繪里、亜里沙畢業時將戒指輪流傳給她們。
- 從小就認識穗乃果、海未、琴梨、凛。但也只是知道彼此的程度。常常被外國人當成是自己人而問話。因此小六遇見凛時不被視為是外國人，感到很新鮮。
- 音乃木坂高中的學生會會長。音乃木坂小、中、高的經歷者之一。入學前早已聽過音乃木坂可能會被廢校的傳聞。
- 本人認為無可奈何，反倒對穗乃果升上二年級才知道這件事感到訝異。出於地元人的身分、成績又好，在沒人希望參與的情況下被老師說服成為學生會長。
- 與希一起以候選人身分做了競選海報，但由於沒有其他候選人故實質上未曾競選。上高中後原本只想輕鬆過生活。
- 只要成績能過得去，不參加任何活動也無所謂。儘管立場被動，依舊從小就擔任學級委員、笛鼓隊指揮、神輿的排頭等職務。
- 責任感強，一旦管事就會卯足勁負責到底。當上學生會長後發誓要讓學校有個完美的終結，以此作為學生會長的使命。
- 故對當初的μ's感到困擾，對支持μ's的希感到困擾，卻也對自己的作法是對是錯感到困擾。
- 和希的初次友好是在狐仙的祠堂前。曾被希占卜胡說會有壞運，起初對希的印象並不好。曾經被希誤認為是鬼の娘。本人並不知情。
- 認為琴梨的可愛度即使在二年級中也排得上前幾名。經常收到許多來自後輩的情書。曾要求各年級成員協助詢問是否有人願意擔任下屆學生會會長。

其他設定
- 直到第二支介紹μ's的影片才擁有日常影像紀錄。在SIF自述對裁縫不是太擅長。
- 知道很多成員都是音乃木小出身的。也知道穗乃果小時候的事蹟。被穗乃果評價為適合當お内裏様。

南琴梨／南小鳥（Minami Kotori，聲：内田彩）
μ's的隊員，同時為分隊「Printemps」的隊員。應援色是白色。報數「2」。第一人稱為「我」（ Watashi）。在遊戲中的主要屬性為pure。
16歲，高中2年級生→3年（電視動畫版本2期最後）→畢業（劇場版結尾）。生日9月12日，處女座身高159厘米，血型O型，三圍B80/W58/H80。
- 與穗乃果是竹馬之交。音乃木坂學院理事長的女兒。有姊姊和妹妹。是三人姊妹中的老二。
- 性格相當溫柔、卻未流於優柔寡斷，一旦下定決心跟目標後，意志力會相當堅強；周遭對她的普遍印象是有著天然呆屬性的傻女孩。
- 雖然對於偶像活動沒自信，不過很喜歡唱歌和跳舞。得意與擅長的東西是畫插圖以及裁縫。[3]
- 擔任保健委員。閒暇時會讀書或散步。將來的夢想是英文老師或空服員。憧憬的職業是主播。
- 穗乃果的髮型最初是她的傑作。至於自己的髮型只要幾分鐘就好了。有一顆愛枕。為了這顆愛枕可以在搭機前趕回家。

漫畫設定
- 與穗乃果、海未和繪里四人是童年玩伴。偶像部初期成員，被穗乃果以「可製作和穿上任何喜歡的服裝」的誘因加入μ's。

電視動畫版本設定
- μ's的發起人之一及初期成員。２年２班。與穗乃果、海未三人是童年玩伴。在穗乃果提出學園偶像的計畫時最先同意，並勸誘海未一同加入。
- 與母親同住。母親是音乃木坂高中的理事長。母親似乎認識真姬的母親。是穗乃果最初的朋友。從幼稚園就玩在一起。
- 同時也是秋葉原的招牌女僕服務生「Minalinsky」，但並未讓身旁的穗乃果等人知曉。於動畫第六話有短暫出現琴梨當女僕時所拍的照片，於第九話被眾人發現。
- 在μ's還是三人成員的時期被招攬去女僕咖啡店打工。認為自己沒有甚麼特別的地方，因此希望能藉由在咖啡店的打工來改變自己。
- 喜歡製作服裝，是團隊的服裝設計以及製作擔當。相當喜歡學校裡飼養的羊駝。身體相當柔軟。有一顆愛枕。
- 在繪里的建議下擔任《Wonder zone》的作詞。
- 於動畫第1期第12話向大家坦白要出國留學一事，導致穗乃果因沒有注意到小鳥的事情內疚而自暴自棄，一度想要停止偶像活動。於最終話在出發前夕，在穗乃果的挽留下取消。
- 在第2期裡擔任學生會的秘書跟文書，相較於嚴格監督穗乃果的海未，她是處於白臉跟寵愛孩子般的溫柔一方。

小說設定
- μ's的三個初始成員之一。母親是音乃木坂高中的理事長。獨生女。雙薪家庭。自家距離高坂家、園田家有點距離。離學校很近。
- 上小學前才因為母親的關係搬到這個地方。上下學不太容易碰到熟人。知道矢澤家的住址。音乃木坂小、中、高的經歷者之一。
- 左膝先天發育不良。在五歲時動過手術。留有疤痕。為此穿長裙隱藏。因為穗乃果和海未的鼓勵，從此變得喜歡迷你裙。
- 據穗乃果所述，小時候常常因為學習而無法每天一起玩。平常有在為音乃木坂小學的合唱團幫忙。做點心或到場加油。從未主動和其他兩人吵過架。反而有點羨慕她們。
- 擅長各種手工藝活動。包括設計、裁縫、編織。曾自己動手做海未的惜敗娃娃。其它人尚在排程中。
- 坦承有一半是因為喜歡 Cosplay 才決定一起當偶像的。服裝擔當。擔任保健委員。地方泳裝選美比賽優勝。能在合宿時帶上西瓜、音箱、服裝。
- 被繪里評價為可愛度即使在二年級中也排得上前幾名。

其他設定
- 如果自己是男生的話，女朋友會想選能穿不同品味衣服的繪里。
- 曾在眾目睽睽之下把起司蛋糕放到火鍋中。差點把馬卡龍形狀的入浴劑當成點心吃下去。
- 很喜歡撫摸軟綿綿的東西。經常會對海未做出各種奇怪的要求。

園田海未（Sonoda Umi，聲：三森鈴子）
μ's的隊員，同時為分隊「Lily white」的隊長。應援色是藍色。報數「3」。第一人稱為「我」（ Watashi）。在遊戲中的主要屬性為cool。
16歲，高中2年級生→3年（電視動畫版本2期最後）→畢業（劇場版結尾）。生日3月15日，雙魚座，身高159厘米，血型A型，三圍B76/W58/H80。
- 與穗乃果、南琴梨是兒時玩伴。生於一個從曾祖母一代開始就定居的日本舞蹈世家，在女子學校的環境中長大，對男性不甚了解。是個標準的大和撫子。有一位年紀相差很多的弟弟。
- 雖然長相成熟美麗並給人有種老成的氛圍，不過對於決勝負的事情（比賽）卻抱持著成為No.1的好勝性格。不害怕地震，但害怕鬼屋。
- 雖然在個性上相對的比其他人保守，但出乎意料的幾乎所有的歌曲PV中都會做出飛吻的動作，在雜誌上的問答中表示「因為其實覺得很羞恥所以不是自願做的，而是繪里要求的[d]。」

漫畫設定
- 第五位加入的成員。一年級時與穗乃果一同帶領劍道部。在穗乃果提出退出劍道部成立偶像部的宣言時十分生氣，因此發生爭吵。
- 後因看到穗乃果等人的努力而和解，並加入偶像部。有些兒時的回憶畫面顯示出她與穗乃果從相當小的時候就已經認識，而琴梨顯然沒那麼早參與到兩人的生活圈裡。
- 似乎擁有一支森海塞爾HD598耳機。從小就會寫詩。作詞擔當。

電視動畫版本設定
- μ's的初期成員。２年２班。弓道部成員。與穗乃果、琴梨三人是童年玩伴。個性上對熟識的人會趨於穩重，但是需要做出表白的公眾場合則會極度害羞怕生，
- 與漫畫版相反，穗乃果早已跟琴梨與其他女孩玩在一起，海未躲在一旁觀看她們，後來穗乃果發現了海未後，將她強行加入她們的行列。
- μ's裡早期的舞步構想者、兼任團體內的體能訓練教練，在繪裡加入後專心於團體的體能訓練及規劃。
- 於第2期成為學生會副會長，督促愛玩的穗乃果好好主持學生會。在第2期第2話動畫裡透露，是個登山狂熱者；合宿的時候提出了運動量非常大的體能練習計劃。
- 不擅長玩抽鬼牌遊戲，動畫中與劇場版時皆出現與兩位二年級成員抽鬼牌的場景，但因易於把內心的想法表露於外，遊玩時從未贏過。

小說版設定
- μ's的三個初始成員之一。有一位年紀相差很多、已婚的姊姊。自家是日本舞的名家。出生、成長於本地的當地人（地元人）。
- 自家離高坂家很近。一起回家到最後總是只剩下兩個人。和穗乃果是打娘胎就在一起的竹馬之交。母親輩彼此也是竹馬之交。
- 小三時曾經被穗乃果拉出去一起離家出走。幾乎天天和穗乃果一起在公園玩。
- 音乃木坂小、中、高的經歷者之一。新年時會固定到穗乃果家幫忙。自述從有記憶的時候就開始了。
- 成為偶像完全是因為穗乃果。弓道社。一度懷疑自己比起偶像更適合留在弓道社。作詞擔當。
- 喜歡葡萄口味的冰棒。碳酸飲料中，唯一能和大家一起喝的是彈珠汽水。
- 經常收到來自後輩的情書。回過幾次後變得相當不得了，就不再回信了。曾經被希誤認為是弁天。本人並不知情。
- 第一個發現琴梨的秘密，鼓勵琴梨換迷你裙的人。當時稍微掀了琴梨的裙子。

其他設定
- 協助母親接受關於日本舞的採訪。自稱未熟的繼承人。理想的婚禮是純和風式的。
- 會讀戀愛小說。不知道「友情巧克力（友チョコ）」是什麼。被穗乃果評價為適合當お内裏様。

星空凛（Hoshizora Rin，聲：飯田里穗）
μ's的隊員，同時為分隊「Lily white」的隊員。應援色是黃色。報數「5」。第一人稱為「凛」（ Rin）。在遊戲中的主要屬性為smile。
15歲，高中1年級生→2年（電視動畫版本2期最後）→畢業（劇場版結尾）。生日11月1日，天蠍座，身高155厘米，血型A型，三圍B75/W59/H80。
- 是個障礙跑和足球都很擅長的運動型少女、身體柔韌性卻很差。做事比較遲鈍也有點愛哭，不過是個元氣十足的女孩[3]。有時句尾會加上「喵」（ Nya），喜歡的食物是拉麵。
- 有兩位姊姊。是三人姊妹中的老么。據花陽證言，睡相不太好。自稱有點愛哭。似乎有一支Q701。似乎不太能想像花陽有男朋友。在廣播中經常與希搭檔。
- 日香認為如果用動物來比喻的話是貓。

漫畫書版本設定
- 性格跟表現幾乎與穗乃果一樣，甚至比後者還要熱情奔放，非常喜歡親近穗乃果，與花陽的感情也相當深厚。
- 穗乃果等人的國中學妹，跟隨學姊的腳步而報考音乃木坂學院，聽聞穗乃果要展開偶像活動，便拖著花陽一同加入。
- 據花陽所稱，原本在校成績就頗為淒慘，導師評論為若能考上音乃木坂的話堪稱無望，後在花陽拼死拼活的輔導之下奇蹟似的考上學校。
- 小時候常常被繪里罵和打敗，對繪里感到苦手，實際上經常受照顧。到花陽家過夜時忘了帶內褲，擅自借花陽的向日葵內褲來穿。整整兩個禮拜沒還。

電視動畫版本設定
- 除了性格相當有活力之外，對於不熟識之人會收起個性，熟稔後會去親近對方，對不坦率的真姬而言有如天敵般的存在。
- 由於思考方向較為直接，因此說話就容易直接表明出狀況跟真相，直來直往的個性讓她常常被真姬或日香修理一頓，對於模仿他人舉動與說話的風格相當有一套。
- 自小學起認識花陽。在第一話登場時，陪著要遲到的花陽去看A-RISE最新的公開影像，後來鼓勵花陽去參加μ's，在二年級成員的勸誘下與真姬同時加入。
- 在小學穿裙子時常被男孩子譏笑，而從此認為自己不適合穿裙子、不可愛，高中時也僅穿著過制服規定的裙子，但內心依然有著女孩子性情的她會在家裡自己偷偷對著鏡子試穿洋裝等較有女孩子氣的服裝。
- 在第2期第5話因花陽的鼓勵換上裙裝，成為時裝秀Live的Center，在平日的練習服裝也換上了裙子，開始努力讓自己有年輕女孩的魅力出來。
- 唯一不曾穿過學生背心或毛衣的人。接任μ's的領導。

小說版設定
- 和花陽從小就認識。久到已經忘記是從什麼時候、因為什麼了。做過許多弄哭花陽的行為。不過行動的前提是「覺得這樣做花陽會很開心」。
- 小時候參加萬聖節遊行遇見過繪里。並不認為金髮的繪里是外國人。理由是繪里的名字是漢字，日文也講得很標準。讓繪里感到很新鮮。
- 迷路時深深相信花陽會來找她，多少以此感到驕傲。認為花陽是需要她的。看到花陽被嚇哭之後反而不斷道歉，愧疚得決定要成為保護花陽的英雄。
- 小時候就是個貓迷，在一次因緣際會下拯救了數隻小貓，與貓咪的邂逅讓她有了在句尾加上「喵」（ Nya）的語癖，但卻對貓過敏。
- 自知腦子很不好，不太會思考，但也不至於太過遲鈍。小時候常常能看見流星。希認為這是名字的關係。
- 音乃木坂小、中、高的經歷者之一。國中時是田徑社的成員。國三時第一次成為接力賽的最後一棒，注意到大家的期待而倍感壓力，最後因沒獲得第一名大哭特哭。
- 自稱不喜歡有勝負的活動，後來認為自己是害怕背負勝負。認為自己有怯場的弱點。因而加入偶像。加入μ's後有段時間還是經常被田徑社勸說。
- 能為了看電視在大雨中奔跑。還能因此拉他人下水。擁有十三段變速腳踏車。間接導致花陽被稱為「爆走花陽トラ」的元兇。

其他設定
- 打雪仗會攻擊自己人。就算吃火鍋也要帶麵。就算有帶傘也要進真姬的傘。對於婚禮，比較在意吃的跟玩的。
- 不能練習時會躁動到衝出去跑步。只要有煩悶的事就會用跑步解決。意外地很愛演。

西木野真姬（Nishikino Maki，聲：Pile）
μ's的隊員，同時為分隊「BiBi」的隊員。應援色是紅色。報數「4」。第一人稱為「我」（ Watashi）。在遊戲中的主要屬性為cool。
15歲，高中1年級生→2年（電視動畫版本2期最後）→畢業（劇場版結尾）。生日4月19日，白羊座，身高161厘米，血型AB型，三圍B78/W56/H83。
- 好勝的傲嬌少女。眼型為吊眼梢。父母是擁有一間綜合醫院的院長夫妻。真姬打算繼承雙親成為腦外科醫生為目標而學習各種相關事物。家裡飼有杜賓犬。
- 初期曾設定為不喜歡鋼琴與芭蕾。鋼琴歷十年。不太擅長運動。平時會聽古典樂或爵士樂。興趣是購物。
- 現在最想要的東西是哥哥。特技是劈腿。有15年無男友。
- 承認對日香相當苦手。認為日香或許比較像姊姊。日香認為如果用動物來比喻的話是頭腦很好的大猩猩。

漫畫書版本設定
- 想要進入UTX學園就讀，但因父母強制性的安排而就讀音乃木坂學院，因父母擅自決定此事而十分生氣。
- 雙親認為學園偶像是「俗物」，在女兒決定加入μ's後表達出了相當厭惡的態度，曾一度想放棄，後在海未說服其雙親後重新燃起希望。
- 一心一意想要轉校到UTX學園，後來與日香意外碰面、並得知了日香想要用參加Love Live!大賽的優勝資格、直接入讀UTX的計劃後，與日香一起加入μ's。
- 對自己的美貌和腦袋相當有自信。對一般世俗似乎不太了解。作曲擔當。

電視動畫版本設定
- 被描述為有音樂才華，避免與周圍的人有所關係，因此經常獨自一人；每逢休息時間就到圖書館，放學後就到音樂教室。平時會聽古典樂或爵士樂。
- 為了繼承醫院，一度想放棄音樂。在一次的自彈自唱中被穗乃果看見其音樂才華（第1期第1話）而被招攬，起初雖拒絕，但後來被穗乃果打動心中對音樂的熱情。
- 開始幫μ's作曲，《START:DASH!!》的作曲擔當，之後負責了團體內大部分的音樂作曲。
- 因為已經決定好未來的出路，因此將自己對音樂的興趣隱藏起來，後在花陽決定加入μ's時流露出來對偶像、音樂的憧憬一面，才與小凜同時加入μ's。
- 擁有至少兩間別墅。有專門廚師。在第2期動畫裡被發現還相信著聖誕老人的存在。會親手布置暖爐來迎接聖誕老人。
- 在花陽從日香承繼偶像研究部部長之後，成為社團的副部長。

小說版設定
- 地方綜合醫院的獨生女。繼承人。除了缺乏世俗常識以外，算是博學。和同齡的人一直有距離感。不過覺得無可奈何。
- 小學和中學都是在離家有點遠的私立學校上學。進入音乃木坂高中是由於為了繼承醫院，父親希望真姬和地方能有多點接觸。
- 小一時在喜歡的鋼琴比賽中拿到第二名，本人相當高興，但不是第一名因此沒有被父親重視，大受打擊。
- 父親並不是對第二名感到失望，而是認為真姬只要課業能保持第一就好，其餘並無所謂。
- 加入 μ's 後，第一次在英文考試中得到68分。一度被父親要求退出社團。所幸八人合力成功說服，而得以繼續。
- 由於說服父親的功臣海未大受父親賞識，自己開玩笑道可以嘗試和海未交往。提出退團的當初曾在眾人面前大哭。
- 曾被帶回琴梨家進行女僕特訓。會為了偷懶而觀察老師比較喜歡排球，不會來管足球。
- 在夜晚的學校裡隨日香一起探險，逃走時卻不小心把對方留在廁所裡，安撫了因為害怕又摔傷而哭泣的日香。當時認為日香有點像妹妹。
- 加入 μ's 前並不懂怎麼騎腳踏車。由於和成員相約騎車，不得不獨自練習。被花陽發現後透過指導多少會了一點。
- 稍微熟悉腳踏車後的某天想要騎車上學，結果卻在路上撞到了希。
- 以前從未吃過拉麵。認識凛和花陽後學會了如何在拉麵店吃拉麵，如今可以熟練地買食券。喜歡的口味是味噌拉麵。
- 以前從未親眼看到他人編織東西。對繪里會編織甚感驚訝。有參加補習班。擁有一台自豪的相機。
- 家裡有一位從真姬幼時就在幫傭的太太，叫做和木太太。
- 中學時有一位好友，叫做尾崎真子。和真姬一樣的出身地，卻也從小就在較遠的地方上學。直到即將畢業，真姬才明白對方是自己的朋友。

其他設定
- 儘管強調自己沒有某方面的癖好，要交女朋友的話會考慮花陽。因為不會吵架的樣子。婚禮要在古老的大教堂。蜜月要去歐洲或南方島嶼。
- 會上網看留言版。看到稱讚自己的留言就會很開心。曾經表示要成為「STAR」。就算吃火鍋也要帶番茄。

東條希（Tojo Nozomi，聲：楠田亞衣奈）
μ's的隊員，同時為分隊「Lily white」的隊員。應援色是紫色。報數「8」。第一人稱為「咱」（ Uchi）。在遊戲中的主要屬性pure。
17歲，高中3年級生→畢業生（電視動畫版本2期最後）。生日6月9日，雙子座，身高159厘米，血型O型，三圍B90/W60/H82。
- 學生會副會長。下雙馬尾、巨乳。在廣播中經常與凛搭檔。似乎喜歡金楚糕。也表示過想當巫女或幼稚園老師。喜歡小孩子。希望以後能生一堆嬰兒。
- 在第二季与μ's成员合宿的时候，表示曾在南极和企鹅一起看南十字星，因为去过南极，英语也是μ's中最好的。
- 雖然出生於關東，但因為小時候雙親工作緣故而四處轉學的生活狀態，而從中「練就」出了一定程度的關西腔。
- 持有占卜抽籤等绝对不会出现失败结果的超强运，專注於存在自然環境中的精神能量。[3]
- 為μ's取名字的命名者，被繪里譽為「創造了μ's的女神大人」。
- 忙著在靈力點走來走去，自述沒有閒暇時間。日香認為如果用動物來比喻的話是猴子或小貓熊（又稱紅貓熊或紅浣熊）。

漫畫書版本設定
- 性格有別於穗乃果的熱情、日香的伶俐，以無拘無束的自由奔放態度與其他人相處。
- 獨自經營著「超自然現象研究會」只有本人參與的一人同好會，但在即將廢校的環境下同好會制度被廢除，聽從繪里的建議將社團與穗乃果的偶像部合併，對穗乃果等人的偶像活動抱持著興趣而加入。
- 與穗乃果等人的偶像部合併時，為偶像部帶來了之前同好會的顧問老師當輔導，也有了一個以後她需要進行自然現象相關的活動時，有人能幫忙她就好的協議。
- 雖然使用關西腔，但其自稱是在秋葉原土生土長長大的。
- 在社團合併前，使用水晶球占卜出了她自己會跟穗乃果等其他人一起面對偶像活動時，會成為一個生死與共、永不分離的命運共同體。

電視動畫版本設定
- 擔任學生會副會長的職務。空閒的時候會在神田明神擔任巫女。因自己所占卜出的塔羅牌結果，決定在旁待望守護μ's，有時則會出言幫助。
- 小时候因为隨著父親的工作而时常转学，所以没有朋友。自稱和企鵝一起看過南十字星。
- 被描繪成一個性格難以捉摸的人，擁有逗趣的舉止，也有溫柔的一面，此外她也是日香在耍白爛時的天敵。
- 高一時認為同班的繪里與自己很像，主動和繪里攀談而認識。高一起就知道日香創立了偶像研究社，不過沒有興趣。
- 喜欢揉他人胸。揉過穗乃果、日香、凛、真姬。
- 為μ's取名字的命名者

小說版設定
- 與電視動畫版本設定一樣，是一個人居住。和繪里一起加入μ's成為最後兩位成員。給予了μ's學生會的資源。
- 自稱轉學而來的地元人。出生在秋葉原，由於雙親是轉勤族，從小必須跟著四處轉學。最終轉回原處。定下來的理由是已經要上高中了，四處轉來轉去不好。故回到母親娘家的秋葉原。定居於母親娘家。有自己的房間。雙親仍是轉勤族，故新年期間多半是自己一個人。
- 小時候經常看到神奇的事物。然而長大後漸漸看不到了。以前從未在同一間學校迎來始業式和結業式過。曾經在小學即將畢業之際轉學。
- 每次進入新班級就會利用塔羅牌占卜以及擬關西腔來融入團體，稱這些為自己的處世術。所以並不是交不到朋友，而是無法擁有長久的朋友。
- 擁有一台拍立得和一台父親的老相機。小學時很愛用相機來拍照，但在小學畢業後就不再拍了。由於凸顯了轉學的人生，有段時間也不怎麼看相簿。
- 在轉學期間對戀愛沒有絲毫興趣。進入音乃木坂後漸漸有了。音乃木坂高中的學生會副會長。為了支援繪里而加入。
- 與繪里一起以候選人身分做了競選海報，但由於沒有其他候選人故實質上未曾競選。和繪里的初次友好是在狐仙的祠堂前。
- 曾經為繪里占卜，並欺騙對方這之後會有壞運。在繪里同意加入μ's之前，隨口告訴大家繪里已準備加入。並刻意誤傳相關簡訊給繪里。
- 其實挺擅長游泳。教導過日香游泳。為了更進一步成為神職人員，特地到大學去接受研修課程。繪里差點為此發火。
- 曾經將海未誤認為是弁天；將繪里誤認為是鬼の娘。貴為副會長，課業其實很不好。筆記總是一片空白，甚至會一直到期末考的公告貼出來才意識到考試的存在。出路調查表不知道該寫什麼，學にこ寫了「偶像」。
- 運氣很好。從來沒有抽過大吉以外的籤。只在高三期間抽過一次大凶。為此認為真姬大概是自己的瘟神。

其他設定
- 喜歡做的事情是欣賞可愛的女生。曾希望能為自己看上眼的可愛女生按摩。聲稱自己的手按摩起來很舒服。
- 曾表示過要是覺得天氣太冷，願意用腳把你夾起來。同學間的暱稱是「のぞみん」。

小泉花陽（Koizumi Hanayo，聲：久保由利香）
μ's的隊員，同時為分隊「Printemps」的隊員。應援色是綠色。報數「6」。第一人稱為「我」（ Watashi）。在遊戲中的主要屬性為pure。
15歲，高中1年級生→2年（電視動畫版本2期最後）→畢業（劇場版結尾）。生日1月17日，摩羯座，身高156厘米，血型B型，三圍B82/W60/H83。
- 擅於聽人講話、不擅於跟人對談的害羞內向少女。非常擅長和小朋友玩，因此她認為自己非常適合當幼兒園老師和育兒工作者。喜歡白飯，在劇場版裏甚至因為在外國沒有飯吃而哭泣。周圍都稱呼為「花陽親」（ Kayochin）。[3]
- 有一位哥哥。凛來家裡住時曾經有幾次一起睡。被凛的睡相給壓醒。日香認為如果用動物來比喻的話是黃金鼠、松鼠或水豚。

漫畫書版本設定
- 穗乃果等人的國中學妹，跟凜一樣報考音乃木坂學院。在穗乃果剛開始偶像活動時加入。
- 由於性向上相當內向及被動，很容易被想到甚麼就做甚麼的小凜拖著跑。
- 在國中跟上高中的初期，後面的髮型是集中脖子中央的收束短髮，漫畫第二集(第八話)後短髮有開始留長的跡象，使得她的容貌跟動畫版極度相似。
- 雖然在行動上很容易被小凜牽著鼻子走，但是無損於二人的濃厚感情。

電視動畫版本設定
- 自小學起便認識凜，當時就希望想成為偶像，隨著成長就把這願望壓在心裡。於學校中擔任飼育委員，照顧學校飼養的一公一母羊駝。
- 戴著眼鏡，生性膽小、沒有自信，從小就憧憬著偶像的她因凜和真姬的鼓勵，而鼓起勇氣加入μ's，加入後在表演、練習場合會使用隱形眼鏡，平日生活偶爾會把眼鏡戴回來。
- 說謊的時候會有交叉手指的習慣，雖然平日的姓格很文靜怕生，但是遇到與偶像相關的話題會變得相當積極與狂熱。
- 因對偶像的理解不下於部長日香，在三年級成員畢業的同時成為偶像研究部部長。

小說版設定
- 家中有父親、母親、祖父、祖母。獨生女。飼有文鳥。庭院有一個倉庫。母親年輕時曾經為了當偶像參加試鏡並成為研修生。認識了父親後放棄。
- 花陽曾想過是否自己不出生，母親就可以成為偶像。嬰兒照片被母親寄到嬰兒模特兒事務所，拍了一次嬰兒牙刷廣告照後被父親反對而放棄。
- 父母親曾經鼓勵她就讀UTX。因害怕陌生環境、無法回應期待而拒絕。音乃木坂小、中、高的經歷者之一。認為自己若不是就讀音乃木坂就交不到朋友。
- 認為自己以外的其他音乃木坂小、中、高經歷者都能自己交到朋友。小學時曾經為了替凛解危，謊稱凛是弟弟。小三時曾和同學們一起玩偶像遊戲，才發現自己舞跳得很差。
- 小四時和凛一起參加萬聖節遊行，結果被凛嚇個半死，逃出了連凛都吃驚的速度。小六時在音乃木坂小學種植秋明菊。之後的暑假擔心花枯死會幫忙澆水。
- 到了小學還在騎有輔助輪的腳踏車。為了追上擁有十三段變速腳踏車的凛，奮力騎輔助輪腳踏車，因輪子噪音而被街坊稱為「爆走花陽トラ」。
- 從小就經常為凛的各種行動奔波或嚇哭。被嚇哭之後反而會因為沒能理解凛的各種行動，不斷向對方道歉。教導真姬如何騎腳踏車的人。
- 很想要琴梨這樣的姊姊。認為自己是 μ's 的第一位粉絲幾乎每天早上都會和凛一起上學。在學園祭的μ's 配對活動中擔心沒人投給自己，錯按按鈕出局。
- 很容易肚子餓。後來每天準備兩份便當（多是飯糰）。喜歡飯的同時，也很喜歡可以配飯的漬物或配料。特別是海苔。曾經被祖母告誡過「要是吃太多海苔，毛會變黑」。

其他設定
- 其實繪畫還不錯。畫過所有成員的臉。經常在各處說要減肥。只在動畫中成功過。
- 為了教大家製作飯糰，會自備最好的米。就算吃火鍋也要帶飯。玩接龍遊戲接到「ご」會下意識說出「ごはん」。

矢澤日香（矢澤妮可／矢澤妮歌／矢澤仁子，矢澤 にこ（やざわ にこ））　Yazawa Nico
μ's的隊員，同時為分隊「BiBi」的隊員。應援色是粉紅色。報數「7」。第一人稱為「日香」（ Nico），認真時用「我」（ Watashi）詳見動畫第二季第4集與第11集。在遊戲中的主要屬性為smile。
17歲，高中3年級生→畢業生（動畫2期最後）。生日7月22日，巨蟹座，身高154厘米，血型為A型，三圍B74/W57/H79。
- 雙馬尾。想著能穿著喜歡的各種各樣時尚的衣服而參加偶像活動。口頭禪是「NicoNicoNi-」（にっこにっこにー，香港及大陆小说版用「NicoNicoNi」，網民常译为「25252」，台灣代理的動畫版字幕及中文版游戏譯為「微笑小香香」，而台灣角川代理的漫畫版則是用「妮可妮可妮」）。
- 經常性邊裝可愛邊惡作劇。認為真姬很率直，想到什麼就寫在臉上。
- 雖然官方設定的胸圍是74cm，但正確數值應為71cm。為了增加胸圍會纏著自己視為目標的人以獲取資訊。因此被海未訓了一頓。
- 如果用動物來比喻的話，自己是太寂寞就會死掉的兔子。

漫畫版設定
- 髮型是豎起自然垂落的下雙馬尾，跟東條希的髮型極度相似，在工作場合跟偶像表演活動時才會將雙馬尾綁高，曾在女僕咖啡廳打工。
- 外在的形象是聰明伶俐，但也有知性溫柔的一面，原本想入讀UTX學園並詢問有無獎學金制度，但因學費昂貴而選擇進入音乃木坂學園就讀。負責製作μ’s衣服。
- 對於偶像娛樂圈的生態跟知識相當透徹，一心一意想當偶像；後來去UTX詢問轉校事宜，才發現了在Love Live!大賽取得優勝就可以就讀UTX學院的優惠規定，與單純想要轉校的真姬不謀而合，二人深談後決定一起聯手參加μ's，藉由此計畫來讓二人共同的戰略目標能夠實現。
- 雖然是帶有目的而參加μ's，但是對於團體內的事務一點都不馬虎，相當認真地參與其中。

動畫版設定
- 認為偶像是「讓觀眾綻放笑容」的工作。偶像研究社的部長。在一年級時成立偶像研究社，但因為日香的標準太高，其他成員無法負荷而陸續退出。
- 相當關注μ's的行動，認為μ's職業意識不夠，因此要求其解散。後因穗乃果等人的行動而加入μ's，成為第七個加入μ's的成員。
- 有兩個妹妹以及一個弟弟，由於弟妹年齡太小加上母親因工作常常不在家，常常是姐代母職照顧弟妹。
- 畢業後將偶像研究部部長一職交給花陽。

小說版設定
- 生長在由母親獨力撫養的單親家庭，有一對分別叫做「心衣」（ Kokoro）和「心愛」（ Kokoa）的雙胞胎妹妹。
- 父親的狀況不明。十分珍惜小時候與父親相處的回憶。「にっこにっこにー」就是父親所教導的產物。自稱沒有繼承到母親的模特兒外型，而是比較像父親。
- 母親每日早出晚歸。晚餐與雙胞胎妹妹的照顧大多都是由日香來負責。有在打工。表示家裡的經濟狀況並不是特別差。但也算不上有太多裕餘。自稱打工的錢是μ's的活動資金。
- 對自己的可愛很有自信。自尊心甚高。很討厭在各方面被他人比下去。為了保住面子，偶爾會在四處各處使點小手段，或是隱藏自己的情報。
- 由於不想讓任何人知道自己住在有點灰暗的公寓大樓中，一直將住所隱瞞著。直到因生病感冒沒去上學，其餘成員來到家裡看護她的那天。
- 十分清楚自己的炫耀心態。然而無論如何就是會這樣想。從小就夢想當偶像。原因無法肯定。推測可能是看了偶像節目的關係。
- 從小學起便自行收集資料，參加過許多場徵選會，得到過好幾次研修生機會。皆因為沒有餘力支付其他的費用而作罷。
- 小四時，獲得母親同意加入了兒童劇團。當時參加音樂劇角色徵選會，卻因換牙少了一顆牙齒而落選。事後明白選上的人有特地使用假牙。這件事並沒有和母親說明。
- 起初非常想要進入UTX。在看見學費需要一百萬日圓後立刻放棄。認為自己身為偶像，無論在哪裡，即使在音乃木坂也能發光發熱。
- 自高一便有在經營部落格。被成員發現後，將部落格改為μ's的公式部落格。獨自一人參加進路輔導的三方面談。進路調查表留白。在師長面前宣誓要成為偶像。
- 不容易流淚。徵選失敗時沒有一次哭泣。認為哭泣就輸了。認為欺負真姬非常有趣。

其他設定
- 語尾經常會加上。相信有外星人。親自導演並編輯繼希之後，第二支介紹μ's的影片。也是第一支九人的日常影片。
- 到了夏天也不隨便脫下的粉色毛衣，唯一一次脫下是為了借給著涼的繪里。出於不夠富有，家裡只有很基本的女兒節娃娃。

#### 學園相關角色
琴梨的母親(cast名單上寫的是理事長)／南日和子（聲：日高範子）
於電視動畫登場，南琴梨的母親，國立音乃木坂學園的理事長。
- 樣貌與女兒琴梨很相似，性格與女兒琴梨一樣溫柔有禮，其髮型也是與女兒琴梨一樣。
- 在國立音乃木坂學園瀕臨廢校的時期，一開始對高坂穗乃果等人提出學院偶像計劃作出疑問，提出「只要學業成績不會耽誤的話就同意支持學院偶像計劃」的特殊條件，在看見穗乃果等人的努力後，便全力支持，並給與穗乃果等人很多的幫助。

淑子／秀子（聲：三宅麻理惠）
於電視動畫中登場。穗乃果的同班好友。
- 主動幫助μ's分發傳單以及舞臺打光等作業。μ's的第一次演唱會負責舞台音響。
- 不過在劇場版裡卻因為µ's的人氣而跑去抓了穗乃果把她綁起來，懇（威）求（迫）她再舉辦一遍Live滿足慕名而來的觀眾們

郁子／文子（聲：山本希望）
於電視動畫中登場。穗乃果的同班好友。主動幫助μ's分發傳單以及舞臺打光等作業。
- μ's的第一次演唱會負責跟美嘉一起在校內派發宣傳海報。
- 不過在劇場版裡卻因為µ's的人氣而跑去抓了穗乃果把她綁起來，懇（威）求（迫）她再舉辦一遍Live滿足慕名而來的觀眾們

美香／美佳（聲：原紗友里）
於電視動畫中登場。穗乃果的同班好友。
- 主動幫助μ's分發傳單以及舞臺打光等作業。μ's的第一次演唱會負責跟文香一起在校內派發宣傳海報。
- 不過在劇場版裡卻因為µ's的人氣而跑去抓了穗乃果把她綁起來，懇（威）求（迫）她再舉辦一遍Live滿足慕名而來的觀眾們

山田博子（聲：美名）
於電視動畫中登場。音乃木坂學園的體育教師。在μ's開始活動時抱有疑惑, 後來也加入到支持者的行列中。
羊駝（聲：麥穗杏菜）
- 於學院中飼養的白色公羊駝以及茶色母羊駝，前者善於親近人類、而後者個性易怒。
- 這兩頭羊駝均由擔任飼育委員的小泉花陽照顧。動畫第二季已確認母羊駝已懷孕。

### UTX學園／UTX學院
秋葉原現在最有人氣的女子高中，學園內設有自動扶梯。學生人數眾多。其校舍的原型為位於秋葉原的「秋葉原UDX」公司。
漫畫以及電視動畫中的名稱不同，漫畫版中稱「學園」，而電視動畫則稱「學院」。

#### A-RISE
UTX高校的招牌偶像團體，人氣極高。更被之後Love Live!大賽的參賽隊伍比喻為「傳說中的偶像組合」。
劇場版中三人表示畢業後仍會以A-RISE的名號在藝能界發展，並已經擁有經理人打理。
綺羅翼（Kira Tsubasa，聲：櫻川惠）
於電視動畫及漫畫書登場。A-RISE的隊長，在隊中擔任主唱。
- 身材嬌小，戴著帽子的短髮少女，額頭的短頭髮是她的特徵。
- 舞蹈動作俐落並附有衝擊力。只是局限於不拼命的努力，對Live充滿自信。對於麻煩的事件能給出一針見血的解釋。
- 儘管在最終預選之中敗北，但還能以樂觀的心態對待，並鼓勵μ's繼續前進，在μ's遇到障礙的時候提點了μ's。最後還和高坂穗乃果成了朋友。

統堂英玲奈（Todo Erena，聲：松永真穗）
於電視動畫及漫畫書登場。A-RISE的隊員，在隊中擔任作詞的角色。
- 性格成熟，戴著髮箍留有一頭酒紅色長髮，吊眼梢，身材高挑的美少女。

優木杏樹（Yuki Anju，聲：大橋步夕）
於電視動畫及漫畫書登場。A-RISE的隊員，在隊中擔任服裝製作的角色。
- 有著一頭飄逸蓬鬆的秀髮、配戴花型髮飾，大小姐風格的美麗少女。

### μ's家族成員
高坂雪穗（Kosaka Yukiho，聲：東山奈央）
於電視動畫及漫畫書登場。高坂穗乃果的妹妹。
- 在音乃木坂學園傳出瀕臨廢校的消息時，果斷選擇了報讀UTX學院，使姊姊穗乃果感到驚訝。
- 電視動畫2期最後決定和亞里沙加入學園偶像部另起爐灶，劇場版裡決定兩人組成自己的學園偶像團，在劇場版結尾以學園偶像部的部長身份向新會員講述μ's的傳說。

絢瀨亞里沙（Ayase Alisa，聲：佐倉綾音）
於電視動畫及漫畫書登場。
- 絢瀨繪里的妹妹。相當喜歡μ's的演出。因為長時間居住在俄羅斯的關係，對日本的事物並不熟識。
- 電視動畫2期與高坂雪穗一起入讀國立音乃木坂學院，劇場版裡兩人決定自組學園偶像團，在結尾向新會員講述μ's的傳說。

穗乃果的父親
姓名不詳，於電視動畫登場。
- 與妻子高坂絹穗一起經營「穗村（穂むら）」和菓子日式糕點專賣店，負責製造和菓子日式糕點。
- 平時沉默寡言，熱愛烹飪煮食工作，總是一整天努力繁忙地在商店廚房內製造和菓子日式糕點。
- 與妻子高坂絹穗及幼女高坂雪穗觀看了μ's的文化祭後深受感動，兩次在μ's的live中流下眼淚。

穗乃果的母亲／高坂絹穗（聲：淺野真澄）
於電視動畫及漫畫書登場。
- 高坂穗乃果的母親。與丈夫一起經營「穗村」和菓子日式糕點專賣店，負責商店財政會計及售賣和菓子日式糕點工作。
- 前國立音乃木坂學院的畢業生，曾經任職3年級學生會會長。
- 平常的時候溫柔有禮，但是假如別人對和菓子日式糕點提出意見評論就會變得相當嚴肅緊繃。

真姬的母亲／西木野瑞妃（聲：井上喜久子）
於電視動畫及漫畫書登場。
- 西木野真姬的母親，樣貌與女兒真姬很相似，私立綜合醫院的院長夫人及女醫生。
- 前國立音乃木坂學院的畢業生，與國立音乃木坂學院理事長南日和子是相識10年的親密朋友。
- 其女兒真姬首次升讀進入高等學校的時侯，曾經要求真姬優先選擇入讀UTX學院，但後來表示尊重及支持真姬自己的意願並選擇入讀國立音乃木坂學院。

真姬的父親
電視動畫只有提及，劇場版則有送真姬到機場，但沒露臉。小說版和漫畫版皆有登場。
- 西木野真姬的父親，在School Idol Diary中正式公布長相，為戴著眼鏡的年輕男性，私立綜合醫院的院長。
- 動畫版中相當疼愛女兒，比起其他版本較支持真姬當偶像
- 漫畫版中個性較嚴格。
- 小說版中擁有相當大的戲份，曾一度禁止真姬參與μ's的活動而讓其他人到真姬家試圖說服他改變主意。
- 小說版中似乎知道海未的事，不過是知道她是「園田家的女兒」

日香的母亲／矢澤笑美（聲：三石琴乃）
於電視動畫中登場，矢澤日香的母親。
- 因為長時間出外工作並不在家中的關係，所以三名妹妹及弟弟的起居飲食基本生活照顧工作便交給長女矢澤日香負責。
- 與三名兒女一起參加日香的學院畢業典禮。與長女日香一樣，口頭禪及動作姿勢是「Nico Nico Ni」。

矢澤心／矢澤心衣／矢澤可可蘿 （Yazawa Cocoro，聲：德井青空）
- 矢澤日香的妹妹。有著跟日香相當相似的容貌，馬尾向右。相當有禮貌。很崇拜日香。
- 與可可亞在小說版的設定為雙胞胎。

矢澤可可亞／矢澤心愛（Yazawa Cocoa，聲：德井青空）
於電視動畫及小說中登場。與心在小說版的設定為雙胞胎。
- 矢澤日香、心的妹妹。有著跟日香相當相似的容貌，馬尾向左。很崇拜日香。

矢澤虎太郎（Yazawa Cotaro，聲：德井青空）
於電視動畫中登場，小說版中並未登場。
- 矢澤日香、心、可可亞的弟弟。有著跟日香相當相似的容貌。很崇拜日香。

絢瀨繪里的祖母（聲：平野文）
姓名不詳，只出現於電視動畫版中。
- 鼓勵孫女繪里別因為輸了芭蕾舞比賽而不要自暴自棄。

海未的祖母
姓名不詳，只登場在小說版。在小說改編的漫畫中出場過，外貌和海未相似。
- 小說版提及從海未小時候開始訓練海未練習和舞及各種武道

海未的母親
只出現於劇場版中。
花陽的母親
只出現於劇場版中。
凜的母親
只出現於劇場版中。

### 其他角色
女歌手（聲：高山南）
姓名不詳，於劇場版《Love Live! 學園偶像電影》中登場。
高坂穗乃果在美國迷路時遇到的日本女性歌手，單靠著穗乃果極度抽象的形容就知道她想找的酒店的地點，相當熟悉紐約，陪同她回到成員們下榻的飯店，離開之前只留下了一句「很快的，妳也會找到答案」這段令人好奇的話。
結束美國之旅回到日本後，在高坂穗乃果陷入是否該解散「μ's」時，再次的出現在高坂穗乃果面前，再次提醒她不要忘記自己的初衷。
网络上对其的身份的讨论看法不一，有“穗乃果的另一个人格”、“幻觉”以及“未来的穗乃果”等，又因其外貌、性格、经历，认为是“未來的穗乃果”的说法占比较高。而在LoveLive剧场版的官方设定集中，对担任LoveLive编剧的花田十辉的访谈中有提到关于这位神秘女歌手的事情，其中花田十辉表示，在创作过程中这名神秘的女歌手确实是作为“未来的穗乃果”来写的，但是因为直接表明这个人就是“未来的穗乃果”的话不免会让人有些在意，“实际上真的存在吗？还是只是梦呢？”等等，因此在剧中采用了比较暧昧的手法来表达，而并没有直接表明其身份。

## Love Live! Sunshine!!登場人物

《LLSS》的主要九位角色（Aqours）。中間為高海千歌，其左側由上到下為小原鞠莉、松浦果南、黑澤黛雅、渡邊曜；其右側由上到下為津島善子、國木田花丸、黑澤露比、櫻內梨子

以下是出現在《Love Live! Sunshine!!》系列角色介紹。

### 浦之星女學院
浦之星女學院是千歌等人就讀的學校，位於靜岡縣沼津市內浦地區，是座靠海的鄉下女子高中。原型为沼津市立長井崎中学校。
據遊戲版所述，是一所天主教學校。學生人數已經不足100人（三年級有三個班，二年級有兩個班，一年級只有一個班），是一座即將廢校的學校。
校服領結顏色代表學生所屬的年級，黃色領結代表一年級學生，紅色領結代表二年級學生，綠色領結代表三年級學生。另一年級生的夏季校服採用三角袖。
動畫版第1期裡早在兩年前就有過廢校的傳聞。動畫版第2期中因預選賽使得有十人願意入學，但仍舊面臨併校危機，而校方開出的條件就是在月底前百人願意入學，並且之後能夠進行入學考試，但在最後仍未達百人志願入學條件而面臨併校的狀況，目前已經確定了廢校事宜，次学期结束前举行闭校祭，在闭校祭上到场的所有人齐唱了校歌《勇气在哪？在你的内心！》。而Aqours以Love Live!大賽優勝獎旗為學校歷史留下精采的一筆。目前已经与其他学校合并，但學校建築是否廢棄及併入哪一所學校和角色們是否四散他處則不得而知。

#### Aqours
- 女主角群所組成的學園偶像團體，為了在浦之星女學院廢校之前，有限的時間內閃閃發亮而努力中（動畫版改为面临并入其他学校的局面，但在小原鞠莉的强烈要求下而暂缓[j]）。
- 命名來源

- 該名稱為電擊G's公開向讀者募集並由讀者票選產生，不同於μ's第二張單曲才正式採用名稱，Aqours從第一張單曲就已經採用（命名者為『ミケ猫』，票數『4644』）。
- 動畫版中原为黛雅、果南和鞠莉三人组合的名称，后由黛雅偷偷写在沙滩上，然後被千歌、梨子和曜发现并采用，隸屬於學園偶像部。在劇場版時三年生畢業退出，原一、二年生繼續活動
- 漫畫版中命名者目前未知

- 成立過程

- 動畫版：千歌成立 → 曜加入 → 梨子加入 → 露比、花丸加入 → 善子加入 → 鞠莉、果南、黛雅加入
- 漫畫版：千歌成立 → 果南加入 → 梨子加入 → 曜加入 → 善子、花丸加入 → 黛雅、露比加入 → 鞠莉加入

高海千歌（Takami Chika，聲：伊波杏樹）
Aqours的隊長，同時為分隊「CYaRon!」的隊長。應援色是蜜柑色。第一人稱為「我」（ Watashi）或「千歌」（ちか）。
高中2年級生，16歲，生日8月1日，身高157cm，血型B型，三圍B82/W59/H83。
最初設定（雜誌、單曲）
- 浦之星女學院二年一班學生。家中經營著有海景房的露天溫泉旅館“十千万”，是家中三姐妹裡面的么妹。
- 是μ's的粉絲，透過網路看見μ's的演出而大受感動，有著追隨μ's成為學園偶像的願望。
- 很擅長編辮子，也認為自己的魅力是辮子，就算早上睡過頭時也會想要把它編好。對自己的笑容很有自信。
- 和果南是很好的朋友，經常一起玩，一起吃飯。
- 起初因為其形象與手機遊戲《Love Live! 學園偶像祭》原創角色支倉笠音多有雷同，而被誤認之。

動畫版設定
- Aqours兼學園偶像部的發起人。同時兼任歌曲的作詞。虽然是μ's的粉丝，但一度误将“μ's”读作“u's”。
- 自認為是普普通通的普通星人，而對很多社團毫無興趣，直到春假某天與曜到秋葉原，因為幫忙撿被風吹散的女僕咖啡廳傳單，而在UTX前見識到μ's的轉播畫面，因此想讓自己閃閃發亮之下，開始極力於成立學園偶像部。
- 在得知学校可能会被并入其他学校之后，因认为可以像μ's一样拯救学校而莫名地興奮。
- 曾與其他成員來到東京參加學園偶像預選賽，但結果卻是落選而深受打擊，但後來與其他成員相互鼓勵之下重新振作。
- 為了參加Love Live!的預選賽，全成員一同特訓，後來在預選賽順利晉級。
- 本以為會讓更多學生願意就讀浦之星女學院，但得知學校招生人數仍然掛「0」，於是前往東京找尋音乃木坂成功的原因，但在尋問過Saint Snow後依然沒結果，再次提議前往音乃木坂學院一趟。
- 後來在音乃木坂學院找尋到她想要的答案，也就是如果要像μ's一樣閃閃發亮的話，就必須走出屬於她們的道路，於是與其他成員立下屬於她們的目標。
- 於Love Live!第二次預選賽時，與其他成員一起將Aqours的成立過程及學校還有關於內浦的一切化成舞台劇傳達觀眾，最後因表演熱烈引起觀眾的回響使得學校招生人數開始變化。
- 第2季時本因入學人數提升至十人得以保住學校不被合併而高興地為接下來的Love Live!新預選賽準備，但在得知校方仍選擇併校後，一度地傷心，但經過思考後，仍決定與其他成員努力地讓學校不被併校。
- 報數「1」。

漫畫版設定
- 同樣地憧憬著μ's，並邀請好友果南一同成為學園偶像。
- 最初誤將剛搬家過來的梨子當成女大學生，直到正式開學後兩人再次相會時才知是誤會。在得知梨子從音乃木坂學園轉來時，上前詢問關於音乃木坂學園及μ's的事並且邀請她成為學園偶像。
- 為了成為所憧憬的μ's般閃閃發亮的學園偶像，於是熱情地在學校募集成員，卻慘遭潑冷水般的對待，感到有些傷心，但在果南的開導後心情較為放開。但仍堅持梨子極適合當學園偶像。
- 之後因為家裡事情繁忙，而讓梨子認為自己以忘記她了，但後來因兒時玩伴果南及好友曜有事要忙下，邀請梨子陪同自己參加鎮上的活動。後在得知梨子願意成為學園偶像下非常高興。

櫻內梨子（Sakurauchi Riko，聲：逢田梨香子）
Aqours的隊員，同時為分隊「Guilty Kiss」的隊員。應援色是櫻花色。第一人稱為「我」（ Watashi）。
高中2年級生，16歲，生日9月19日，身高160cm，血型A型，三圍B80/W58/H82。
最初設定（雜誌、單曲）
- 1年級時就讀音乃木坂學院，2年級時轉入浦之星女學院，擅長美術與樂器演奏。
- 一開始對內浦感到不安，但是現在已經愛上這個小鎮。對自己很沒自信，之後被千歌拉進Aqours開始做學園偶像。並且非常怕狗。
- 最喜歡的一句話是《小王子》中的：「人只有用自己的心才能看清事物，真正重要的東西用眼睛是看不到的。」
- 另外在廣播劇中，經常擔任吐槽角色。

動畫版設定
- 似乎取消了美術設定，而單方面突顯鋼琴才能。因為不知海的聲音而無法作曲，甚至准备跳入海中寻找灵感，以至于与前来阻拦的千歌一起失足落海。
- 自稱自小學習鋼琴，轉校前也參加過發表會，亦會作曲，順理成章成為Aqours的作曲擔當。
- 似乎因忙於練習鋼琴而幾乎對學園偶像方面不太了解，甚至連「μ's」幾乎不太認識（當梨子报读音乃木坂学院的时候，μ's成員都已经全部毕业）。起初拒絕千歌的邀請，但因為希望可以令自己找回自己的笑容，最後答應她。
- 於第二話得知她家與千歌家為鄰居。極為害怕狗，尤其是千歌家的香菇，甚至在被追之時，爆發出超群的運動能力。
- 第七話表現出喜歡看女性向同人誌的樣子，甚至找藉口去購買同人誌；去东京参加鋼琴演奏會期间买入大量百合同人志，却害怕被他人发现。
- 後因收到鋼琴演奏會的申請通知，卻剛好與Love Live!預選賽同一天，因此一直考慮是否參加而心事重重，但在考慮過後選擇放棄參加鋼琴演奏會，最後因千歌將內心想法說出後而選擇參加。
- 在千歌說出大家一起當學園偶像時，不想讓千歌喪氣而未將「只有已登錄的成員才可上台表演」這件事告知千歌，但在最後於進入會場前還是告知千歌，才讓千歌放棄這個決定。
- 於Love Live!第二次預選賽時，與其他成員一起將Aqours的成立過程及學校還有關於內浦的一切化成舞台劇傳達觀眾，最後因表演熱烈引起觀眾的回響使得學校招生人數開始變化。
- 第2期後半，被善子稱呼「梨梨」（リリー）。
- 報數「3」。

漫畫版設定
- 與動畫設定相反，原在音乃木坂學院為美術社成員。性格自認為相當膽小又容易猶豫不決，對於千歌那種有話直講的性格相當羨慕。
- 因父親工作的緣故而轉學至浦之星女學院，另外對她來說比起穿水手服反而穿西服更加自在。在轉來的當天遇到千歌，並受到她的加入邀請，但似乎認為自己不太適合當學園偶像而拒絕千歌的邀請。
- 因剛轉來浦之星女學院的關係，即使班上同學對她很熱情，但也顯得不安，於是無旁人所在的美術室成為她能安心的所在處。
- 因千歌一段時間沒有追問她是否願意成為學園偶像下，誤以為千歌已忘記自己，後在千歌邀請參加鎮上活動時，認為不當學園偶像還能跟千歌當朋友下答應參加。後在陪同千歌參加活動，感受到鎮上的那股熱情兼感動，因而答應加入。

松浦果南（Matsuura Kanan，聲：諏訪奈奈香）
Aqours的隊員，同時為分隊「AZALEA」的隊員。應援色是綠松石色。第一人稱為「我」（ Watashi）。
高中3年級生→畢業生（電視動畫2期最後），17歲，生日2月10日，身高162cm，血型O型，三圍B83/W58/H84。
最初設定（雜誌、單曲）
- 自幼與千歌熟識，經常擔心千歌。因為為想幫助千歌而成為學園偶像。
- 擅長潛水與駕駛動力小船。住在島上，和爺爺相依為命。

動畫版設定
- 為了受傷的父親而休學在家幫忙，之後申請復學，現已正式復學了。與千歌家之間關係要好，經常互送東西。在千歌說到學園偶像時，似乎神色不太對勁。
- 對她來說，爬樓梯是每天必做的運動。與黛雅、鞠莉是童年玩伴。
- 兩年前曾與黛雅、鞠莉為了避免浦之星女學院廢校於是合組學園偶像團體，但因當時Love Live!的規模等級提升及參賽隊伍實力堅強而受到打擊，導致後來團體因而解散。
- 透過黛雅得知當時真相是她為受腳傷的鞠莉著想，因而裝成唱不出歌來，以致於比賽遭到淘汰，後也因為讓鞠莉安心去留學，拜託黛雅配合她放棄成為學園偶像。
- 最後在與鞠莉互相坦白下，兩人再次和好。之後在煙火大會的表演結束時識破黛雅的圈套。
- 被黛雅認為是Aqours中最具有大人的魅力。
- 在加入Aqours後，負責成員舞步訓練及體能訓練。
- 於Love Live!第二次預選賽時，與其他成員一起將Aqours的成立過程及學校還有關於內浦的一切化成舞台劇傳達觀眾，最後因表演熱烈引起觀眾的回響使得學校招生人數開始變化。
- 報數「8」。

漫畫版設定
- 為千歌的好友兼兒時玩伴，經常到千歌家開的旅館幫忙。與千歌之間的互動，比起動畫版更顯得多。
- 似乎不知學園偶像是為何，但在千歌的邀請下加入。之後安慰因招收不到成員而傷心的千歌，並且告知千歌募集不易的可能原因。

黑澤黛雅（Kurosawa Dia，聲：小宮有紗）
Aqours的隊員，同時為分隊「AZALEA」的隊員。應援色是紅色。第一人稱為「我」（ Watakushi）。
高中3年級生→畢業生（電視動畫2期最後），17歲，生日1月1日，身高162cm，血型A型，三圍B80/W57/H80。
最初設定（雜誌、單曲）
- 露比的姊姊。名字源自於鑽石（Diamond）。髮型為公主式長直髮。認真的完美主義者，不容許半途而廢。住在三津。
- 現任浦之星學院學生會長。雖然身處學生會長的職位，但是並沒有積極工作，自稱「反正也沒有人想當，而且家裡還有權有勢」。
- 由於是名門望族的女兒，從小學習鋼琴、芭蕾、茶道、插花、和琴等等，直到現在在假期也會學習和溫習這些技藝。不僅忙於學習和溫習技藝，還要以繼承家業的長女的身份給家裏幫忙。
- 對學園偶像的活動不管不問，表示對參與並無興趣，認為學園偶像「十分輕薄」，因為妹妹露比當了人質，才被迫參加Aqours的活動。

動畫版設定
- 浦之星的學生會會長。與果南、鞠莉是童年玩伴。
- 對於Love Live!的規則極為了解，也是μ's的狂热粉丝，因知道浦之星內並無會作曲的學生，而對於千歌的成立學園偶像部請求，相當地反對。
- 高中之前與妹妹露比都喜愛學園偶像，但升上高中之後，因為過去的失敗，開始與學園偶像作切割，甚至避免他人重蹈覆轍，在她成為學生會長的期間反對任何有關學園偶像的社團創立。
- 兩年前曾與果南、鞠莉為了避免浦之星女學院廢校於是合組學園偶像團體，但因當時Love Live!的規模等級提升及參賽隊伍實力堅強而受到打擊，導致後來團體因而解散。
- 其實沒唱出來的原因是比賽當天鞠莉的腳受傷了，果南為鞠莉著想而裝作唱不出來。之後鞠莉也為了學園偶像拒絕去留學。為了讓這兩個朋友能坦率說出來於是暗中幫她們一把使他們2人和好。
- 為了讓Aqours這個團體重新再次組成，暗中地設下圈套引導千歌將過去及現在的兩個Aqours重新連繫在一起。
- 在好友的心結解開及能夠再次地接觸所熱愛的學園偶像後，曾經被壓抑的情感瞬間大爆發，變得比其他成員更熱衷於學園偶像的一切。
- 透過露比得知小時候曾來到東京過但因為東京的路線過於複雜迷了路而嚎啕大哭，導致現在一旦來到東京就開始害怕自己會迷路。
- 喜歡的μ's成員為同樣為學生會長的絢瀨繪里。
- 在加入Aqours後，負責指導成員的舞步，有時與果南一起負責成員的舞步訓練（第2期中更得知過去3人組時擔任服裝及舞步設計）。
- 於Love Live!第二次預選賽時，與其他成員一起將Aqours的成立過程及學校還有關於內浦的一切化成舞台劇傳達觀眾，最後因表演熱烈引起觀眾的回響使得學校招生人數開始變化。
- 報數「7」。

漫畫版設定
- 與動畫版的學園偶像愛好者及μ's的狂热粉絲設定相反，對於學園偶像完全不知，甚至冷淡地看待。

渡邊曜（Watanabe You，聲：齊藤朱夏）
Aqours的隊員，同時為分隊「CYaRon!」的隊員。應援色是水藍色。第一人稱為「我」（ Watashi）。
高中2年級生，16歲，生日4月17日，身高157cm，血型AB型，三圍B82/W57/H81。
最初設定（雜誌、單曲）
- 體育系學生，擅長高台跳水。自認為是體育系，對能否成為偶像缺乏信心。
- 有著追隨父親腳步、成為船長的目標。雖然憧憬於航海，但卻會暈船。
- 喜歡職業系制服，尤其是船員制服特別喜愛。
- 口頭禪是「YOSORO-!!」（ヨーソロー、漢字寫作「宜候」，航海日文、船橋口令的一種，意義類似「收到」「明白」「了解」「沒問題」。）

動畫版設定
- 與千歌之間的關係為兒時玩伴兼同班同學。
- 游泳社的社員，但因從小就想與千歌一起認真專注於某件事情上，於是決定一邊參加游泳社、一邊當學園偶像。
- 因為經常練習跳水的緣故，很容易看出姿勢的對錯，因此負責隊上的舞蹈動作矯正。同時因為喜歡各種制服，因此身兼隊上的服裝設計。
- 一度地誤認為千歌因梨子的加入下，不需要自己在身旁陪伴而心事重重，但在鞠莉以自身經驗開導，還有和梨子的電話交談下重新地看待自己，最後在千歌說出自己的想法下，自己所想的誤會全部渙然冰釋。
- 特製料理為「小曜炒麵」及「水手咖哩」。
- 於Love Live!第二次預選賽時，與其他成員一起將Aqours的成立過程及學校還有關於內浦的一切化成舞台劇傳達觀眾，最後因表演熱烈引起觀眾的回響使得學校招生人數開始變化。
- 第2季時眾人在尋找練舞場地之時，透過其父親的好友得以借到適合場地。之後透過鞠莉得知併校之事，決定與眾人努力地不讓學校遭到合併。

報數「2」。
漫畫版設定
- 不同於動畫版設定，而只是千歌的好友兼同班同學，時常關注著千歌。似乎不太喜歡學習，甚至因在課堂摸魚而被老師抓到。
- 小時候好想和大家玩很多遊戲但人數不夠，所以只要是玩耍或者是活動都盡可能地參與進去。最後決定向游泳社休會加入學園偶像。

津島善子（Tsushima Yoshiko，聲：小林愛香）
Aqours的隊員，同時為分隊「Guilty Kiss」的隊員。應援色是白色。第一人稱為「夜羽」（ Yohane）或「我」（わたし）。
高中1年級生，15歲，生日7月13日，身高156cm，血型O型，三圍B79/W58/H80。
最初設定（雜誌、單曲）
- 出身於沼津市中心。其言行舉止有中二病的問題，自稱墮天使「夜羽」霉運體質，因此認定自己是墮天使，十分在意這點。
- 稱自己的粉絲為「小惡魔」。是善子之聲優小林愛香「發明」的小惡魔專用打招呼用語。

動畫版設定
- 與花丸之間曾為幼稚園的同學，在花丸上前詢問之時，裝傻充愣，但被花丸識破。
- 在開學自我介紹後，很长一段时间都没有再来到学校，期间都由花丸將學校筆記拿到她家給她，在花丸的開導後繼續上學。
- 对自己的中二病有时会感到厌恶，甚至一度否決自己，但因千歌等人的包容而放開心裡的障礙。
- 現在仍然不自主地犯中二病，但比起之前開朗多了。
- 特製料理為「墮天使之淚」。
- 於Love Live!第二次預選賽時，與其他成員一起將Aqours的成立過程及學校還有關於內浦的一切化成舞台劇傳達觀眾，最後因表演熱烈引起觀眾的回響使得學校招生人數開始變化。
- 第2期後半，對梨子稱呼「梨梨」（リリー）。
- 報數「6」。

漫畫版設定
- 不同於動畫版那樣對自己的中二病感到煩惱，反而毫不在意地展現自己的中二思想。
- 在千歌募集成員時，對她說在沼津學園偶像才有可能成功，在內浦是不可能的

國木田花丸（Kunikida Hanamaru，聲：高槻加奈子）
Aqours的隊員，同時為分隊「AZALEA」的隊長。應援色是黃色。第一人稱為「我」（ Ora）或「丸」（マル）。
高中1年級生，15歲，生日3月4日，身高152cm，血型O型，三圍B83/W57/H83。
最初設定（雜誌、單曲）
- 露比的好朋友。即使不明白偶像具體是要做甚麼的，但是受到好朋友露比熱心的邀請還是加入Aqours。
- 生長在寺院家庭，操靜岡方言、喜愛閱讀的文學少女。由于在寺庙中长大，对外界的现代事物（如电脑网络）几乎不了解。
- 是聖歌隊的一員，所以會唱很多聖歌，獨唱也很拿手。

動畫版設定
- 似乎取消了聖歌隊成員設定，而是個愛閱讀文學的孤單少女，另外也是名吃貨。
- 與善子之間曾為幼稚園的同學。但兩人從幼稚園畢業後就沒再見過面，直到現在。被善子称作。
- 於學校中擔任圖書委員，並且每天將學校的筆記拿去交給從開學後就不來上課的善子。
- 因不擅長與人交往，所以從小開始就沉浸於書中的世界，認為只要依靠書中的幻想既使不擅長交朋友也能找到屬於自己的快樂，直到遇到在圖書館中看書的露比。
- 喜歡的μ's成員為星空凜。
- 因為喜好文學之故，而與千歌同樣地負責歌曲的作詞。
- 於Love Live!第二次預選賽時，與其他成員一起將Aqours的成立過程及學校還有關於內浦的一切化成舞台劇傳達觀眾，最後因表演熱烈引起觀眾的回響使得學校招生人數開始變化。
- 報數「4」。

小原鞠莉（Ohara Mari，聲：鈴木愛奈）
Aqours的隊員，同時為分隊「Guilty Kiss」的隊長。應援色是紫色。第一人稱為「我」（ Watashi）或「鞠莉」（マリー）。
高中3年級生→畢業生（電視動畫2期最後），17歲，生日6月13日，身高163cm，血型AB型，三圍B87/W60/H84。
最初設定（雜誌、單曲）
- 父親是義大利籍美國人，自身是日美混血兒。說話时经常带有美國口音。
- 喜好曲風是工業金屬，因家裏擁有在世界各地的連鎖酒店，高中畢業後將離開日本去海外的大學，於是覺得要享受現在的悠然自得的生活。

動畫版設定
- 兩年前曾離開內浦，而現在再次地回到浦之星女學院。出門多以直升機代步。
- 令人意料之外的是，三年級的她同時也是浦之星女學院的新任理事長，與果南、黛雅是童年玩伴。擁有揉他人胸部的傾好，揉過黛雅、果南、曜。
- 向千歌提出只要出道演唱會能讓體育館人數爆滿，就讓她們無條件成立學園偶像部，否則只能解散。因不希望学校被併校而选择成为理事长，并争取到学校暂缓併校。
- 兩年前曾與果南、黛雅為了避免浦之星女學院廢校於是合組學園偶像團體，但因當時Love Live!的規模等級提升及參賽隊伍實力堅強而受到打擊，導致後來團體因而解散。
- 後來透過黛雅得知當時真相是果南為受腳傷的鞠莉著想而放棄比賽，也為了讓鞠莉出國留學而放棄當學園偶像，但鞠莉卻認為比起未來，現在在一起的時光更為重要，最後在與果南互相坦白下，兩人再次和好。
- 在看到沒勇氣對千歌說出自己內心想法的小曜，像是看到兩年前沒對果南坦白自己想法而導致後來各種誤會的自己一樣，於是私下地約出小曜並以自身經歷開導她，好讓她自己主動地對千歌說出自己的想法。
- 特製料理為「Shiny煮」（シャイ煮），外觀不太好看但意外地好吃。
- 於Love Live!第二次預選賽時，與其他成員一起將Aqours的成立過程及學校還有關於內浦的一切化成舞台劇傳達觀眾，最後因表演熱烈引起觀眾的回響使得學校招生人數開始變化。
- 第2季時從遠在美國的父親電話中得知浦之星的招生活動已遭到中止並且校方已屬意統合案，而她為了其他人擔心而暗中隱瞞，卻因為破綻太多而被果南和黛雅早就發現，只能將真實情況告知千歌等人，並通告其他學員們。
- 報數「9」。

黑澤露比（Kurosawa Ruby，聲：降幡愛）
Aqours的隊員，同時為分隊「CYaRon!」的隊員。應援色是桃紅色。第一人稱為「我」（ Watashi）或「露比」（ルビィ）。
高中1年級生，15歲，生日9月21日，身高154cm，血型O型，三圍B76/W56/H79。
最初設定（雜誌、單曲）
- 黛雅的妹妹。名字源自於紅寶石（Ruby）。双馬尾。擅長裁縫。非常害羞，有男性恐懼症，除了爸爸以外沒有和其他男性說過話。
- 希望完成成為偶像的夢想，同時也希望自己成為偶像後能得到別人的認同。有點冒失，經常弄出差錯，犯錯之後很容易就哭出來，經常讓姐姐很擔心。
- 姐姐黛雅對她很嚴格，但實際上露比也常常受到她的照顧。自認為姐姐很完美，自己無法追上，但是露比也有姐姐所羨慕的地方。
- 應援語是（加油露比）。

動畫版設定
- 於原作設定不同的地方，從對男性有恐懼症變為怕生，一旦有人碰觸到她，就會害怕尖叫。
- 對於學園偶像極為興趣，曾一度因姐姐黛雅之故而作罷，後在看到千歌等人的努力，再次產生想法。
- 在好友花丸的推助下以體驗入社的身份進入學園偶像部，在與千歌一同練習及與姊姊說出自己的想法後，正式加入學園偶像部，同時也推助好友花丸正式加入。
- 喜歡的μ's成員為小泉花陽。
- 於Love Live!第二次預選賽時，與其他成員一起將Aqours的成立過程及學校還有關於內浦的一切化成舞台劇傳達觀眾，最後因表演熱烈引起觀眾的回響使得學校招生人數開始變化。
- 報數「5」。

#### 學院相關角色
佳美（聲：松田利冴）
於電視動畫第1話初登場。千歌的好友兼同班同學。
- 於Aqours前往東京之時送行，之後在Aqours從東京返回內浦時迎接她們。
- 在看到Aqours連假日都為Love Live!預選賽努力練習下，受到感動而想與她們一起成為學園偶像。在得知只有已登錄的成員才可上舞台表演下，轉而為她們加油。

五木（聲：金元壽子）
於電視動畫第1話初登場。千歌的好友兼同班同學。
- 於Aqours前往東京之時送行，之後在Aqours從東京返回內浦時迎接她們。
- 在看到Aqours連假日都為Love Live!預選賽努力練習下，受到感動而想與她們一起成為學園偶像。在得知只有已登錄的成員才可上舞台表演下，轉而為她們加油。

小睦（聲：芹澤優）
於電視動畫第1話初登場。千歌的好友兼同班同學。
- 於Aqours前往東京之時送行，之後在Aqours從東京返回內浦時迎接她們。
- 在看到Aqours連假日都為Love Live!預選賽努力練習下，受到感動而想與她們一起成為學園偶像。在得知只有已登錄的成員才可上舞台表演下，轉而為她們加油。

### 函館聖泉女子高等學院

#### Saint Snow
Saint Snow（聖之雪）為來自函館聖泉女子高等學院的兩人團體，受A-RISE影响而成为学院偶像，擁有超群的歌唱力及運動神經。曾進入過Love Live!的決賽。新的預選賽獲得第8名，但在第2期第8話因在北海道預賽中失誤而落選。
鹿角聖良（Kazuno Sarah，聲：田野麻美）
Saint Snow的成員，為姊妹組合，應援色是藍色。
高中3年級生→畢業生（電視動畫2期最後），17歲，生日5月4日，身高162cm，血型A型，三圍B85/W59/H84。
- 與Aqours在東京相遇。後受到千歌的邀請，與Aqours成員再次見面。
- 從她們口中得知曾經像其他的學園偶像們一樣造訪過μ's及A-RISE的學校找尋她們成功的原因，但結果卻沒有找著。

鹿角理亞（聲：佐藤日向）
Saint Snow的成員，為姊妹組合，應援色是雪色。
高中1年級生，15歲，生日12月12日，身高153cm，血型AB型，三圍B79/W56/H81。
- 與Aqours在東京相遇。後受到千歌的邀請，與Aqours成員再次見面。
- 從她們口中得知曾經像其他的學園偶像們一樣造訪過μ's及A-RISE的學校找尋她們成功的原因，但結果卻沒有找著。
- 動畫第二季中，與黑澤露比一起為《Awaken the power》作詞。
- 因為理亞在Love Live!大賽中失誤跌倒，Saint Snow失去了參賽權，這成為了理亞的心結。劇場版中，Aqours和Saint Snow一起舉辦了一場模擬的Love Live!決賽，Saint Snow也演唱了原本為決賽準備的歌曲《Believe again》，理亞在大家的幫助下終於解開心結。

### Aqours家族成員
高海志滿（聲：阿澄佳奈）
於電視動畫第1話初登場。千歌的大姐。
- 旅館「十千萬」的老闆娘，掌管旅館的一切事務。家務萬能，性格溫和，個性相比兩個妹妹比較穩重。

高海美渡（聲：伊藤加奈惠）
於電視動畫第1話初登場。千歌的二姐。
- 是千歌最害怕的人。工作族。性格開朗活潑，喜歡玩鬧。曾偷吃千歌的布丁。
- 雖然對於妹妹千歌要成為學園偶像一事不太看好，但在千歌請求下還是幫助她召集Aqours的出道演唱會觀眾。

千歌的母親（聲：釘宮理惠）
於電視動畫第1期第13話初登場。
- 外貌看起来比高海三姊妹还要幼小[au]。本人長期待在東京。在第二次Love Live!預賽前被長女志滿叫回來看女兒千歌。

梨子的母親（聲：水树奈奈）
於電視動畫第1期第5話登場。
- 外貌像似大人版的梨子。

善子的母親（聲：椎名碧流）
於電視動畫第1期第13話初登場。
- 学校教师[av]，外貌像似大人版的善子。

黛雅和露比的母親
於電視動畫第1期第13話初登場。
- 外貌近似於成熟版的黛雅。

花丸的奶奶
於電視動畫第1期第13話初登場。
鞠莉的母親（聲：矢島晶子）
只出現於劇場版中。
鞠莉的父親
動畫中並未出現。
- 電視動畫第2期得知鞠莉雖為理事長，但真正決策者仍是遠在美國的他，並透過電話得知他同意浦之星的併校案，但仍給鞠莉一次阻止併校的機會。

千歌的父親
於電視動畫第2期第10話初登場
果南的母親
於電視動畫第2期第12話初登場。
曜的母親
於電視動畫第2期第12話初登場。
渡邊月（聲：黑澤朋世）
首次於電影版登場。渡邊曜的堂姐。為將與浦之星女學院合併的新學校的學生會長。
外貌和穿著酷似男性，帥氣又萬能的女孩子。
小香菇（聲：麥穗杏菜）
於電視動畫第1期第1話初登場。
- 高海家的寵物。曾多次追趕梨子，對梨子十分熱情，但梨子卻非常難以應付它。
- 似乎在千歌小時候就開始養，年紀很大了
- 第二期第13話得知其實是母的，而且在該話開頭已經生了兩隻小狗。

棉花糖（聲：麥穗杏菜）
於電視動畫第1期第6話初登場。
- 「松月」茶点店的寵物，不同於香菇為成年犬，棉花糖則為幼犬。同樣地讓怕狗的梨子難以招架。

小序曲
在TV动画第二季第13话中登场。
- 樱内家的宠物狗，为梨子克服怕狗后所养。

### 其他角色
音乃木坂學院的學生（聲：水瀨祈）
只於電視動畫第1期第12話登場。姓名不詳。
- 三年級(從領帶看得出來，比梨子大一屆，藍>紅>綠)[ax]。此名少女學生並回覆千歌等人，µ's並沒有對音乃木坂留下什麼，留下的只有音乃木坂以及所有人對他們的憧憬。

小孩（聲：藤田茜）
只於電視動畫第1期第12話登場。姓名不詳，外貌像穗乃果。
- 經過了千歌等人身旁，並把扶手當溜滑梯般溜下，並回頭摆出V字手势。千歌看到女孩單純的行動後，好像領悟了什麼東西。

荒牧萌（聲：竹內惠美子）
只於電視動畫第2期第5話登場。小狗「小紅豆」的主人。

## Love Live! 虹咲學園學園偶像同好會登場人物

### 虹咲學園
歩夢等人就讀的學校，位在東京都江東區有明１１−1，是座校風自由及多樣化專業的超人氣高中。
有多種課程選擇，至少包括普通科、生活設計科、信息處理科、國際交流科及音樂科。
校服領結主色代表學生所屬的年級，黃色代表一年級學生，紅色代表二年級學生，綠色代表三年級學生。

#### 虹咲學園學園偶像同好會
- 女主角群所組成的學園偶像團體，亦同時為虹咲學園的社團名[ba]。

- 命名來源

- 學園偶像祭新情報發表會生放送上，由官方正式命名團體名稱。

- 成立過程

- 遊戲版：？成立 → 雪菜加入 → 霞、艾瑪、彼方、雫加入 → 雪菜、雫、艾瑪、彼方離開 → 玩家加入 → 步夢、霞、雫、愛、璃奈、彼方、艾瑪、果林、雪菜加入 → 栞子加入 → ? → 米雅跟嵐珠加入
- 動畫版：雪菜成立 → 霞、艾瑪、彼方、 雫加入 → 雪菜宣布解散 → 侑、步夢、霞成立 → 雪菜、艾瑪、彼方、雫重新加入 → 愛、璃奈加入 → 果林加入 → 栞子加入 → 米雅、嵐珠加入
- 漫畫版：步夢成立 → ?

上原步夢（Uehara Ayumu，聲：大西亞玖璃）
虹咲學園二年生，生日3月1日，身高159cm，血型A型，三圍B82/W58/H84。
玩家／高咲侑的童年玩伴。性格溫柔體貼，文靜乖巧。是個認真的努力家，會朝着目標一步一步邁進。很喜歡照顧別人。被其他成員稱讚女子力很高。
遊戲設定
- 受到玩家的邀請加入同好會。

動畫設定
- 就讀普通科。與侑兩人逛街之際，意外聽到雪菜的歌聲而前往觀看，因雪菜的表演而對學園偶像心生嚮往。
- 雖然也是學園偶像方面的新手，但沒有像侑一樣特別積極，而是在升學及學園偶像之間迷茫，直到後來才正式向侑表示自己會努力地向學園偶像這個夢想前進。
- 與侑一同加入同好會後，曾因侑與其他成員變得親近要萌生「醋意」。
- 在第二次校園偶像祭後不久收到來自英國的粉絲電郵，表示希望當校園偶像但因當地沒有相關文化難以起步。後來經過一番思量後參與學園的倫敦短期交流，並與對方見面。
- 完結篇第一章中與其他部分成員到沖繩參加校園偶像GPX大賽。
- 對於參加校園偶像GPX大賽爭逐排名興趣不大，參賽原意是希望讓更多人認識自己，但到達沖繩之初發現自己並沒有決心與虹咲的同伴們較量，對於是否繼續參賽一度有所猶豫。

中須霞（Nakatsu Kasumi，聲：相良茉優）
虹咲學園一年生，生日1月23日，身高155cm，血型B型，三圍B76/W55/H79。
自稱「小霞霞（かすみん）」，討厭被人稱為「空空霞／阿霞（かすかす）」。對其他一年級生會稱呼「本名+子」（例如璃奈→璃奈子）。
比常人對學園偶像有着多一倍的憧憬。表面上對自己的可愛相當有自信，背地裏會一個人獨自練習。
喜歡惡作劇，例如嚇其他成員一跳、給其他偶像寄黑信等。本身喜歡烹飪，常常造出不同口味的麵包。
就讀普通科。成績不太好。
遊戲設定
- 最後一位留守同好會的成員。後來靠着玩家的幫助，一個一個把成員湊齊了。

動畫設定
- 同好會早期成員。不能接受失去同好會，與侑和步夢一起重新運作同好會，成為第二任社長。就算失去部室仍堅持不懈尋找地方練習，透過上載自我推荐的影片而獲得人氣。
- 最初因為不妥協雪菜的偶像發展方向而表示不滿。
- 經過第二次校園偶像祭後，校內一度流傳同好會有望升格為社團，屆時同好會不單可以擁有更大部室，亦有以校園名義參與比賽資格，但她經過與眾人討論後決定維持現狀，放棄相關申請。
- 完結篇第一章中與其他部分成員到沖繩參加校園偶像GPX大賽。
- 得知嵐珠打算退賽一事後打算找嵐珠的媽媽「算帳」，卻誤打誤撞得知事情的真相，並促成嵐珠與媽媽和解。

櫻坂雫（Osaka Shizuku，聲：前田佳織里）
虹咲學園一年生，生日4月3日，身高157cm，血型A型，三圍B80/W58/H83。
認真且謙虛有禮。愛演話劇，同時參與學園偶像同好會和話劇部。就讀國際交流科。不擅長球類運動。
很喜歡家裏養着的狗歐菲莉亞（オフィーリア）。
遊戲設定
- 為了加入虹咲學園學園偶像同好會，而從別校轉校到來。
- 因為想提升演技而全心投入話劇部練習，短暫離開學園偶像同好會。

動畫設定
- 同好會早期成員。在話劇社跟學園偶像同好會兩頭幫忙，因學園偶像同好會廢社感到擔心。
- 自信心不足。
- 完結篇第一章中與其他部分成員到沖繩參加校園偶像GPX大賽。

朝香果林（Asaka Karin，聲：久保田未夢）
虹咲學園三年生，生日6月29日，身高167cm，血型AB型，三圍B88/W57/H89。
之前一直擔任着讀者模特兒的工作。對自己的身體很有自信。經常以情色的話題調戲同好會其他成員。
方向痴，就算拿着地圖也會迷路。意外地有着少女心，很喜歡熊貓。
就讀生活設計科。住在學校提供的宿舍，艾瑪是她室友。平日要靠艾瑪喚起牀。
遊戲設定
- 經彼方推薦，加入同好會。成绩不太好。

動畫設定
- 經艾瑪推薦，慢慢地對學園偶像產生興趣。

宮下愛（Miyashita Ai，聲：村上奈津實）
虹咲學園二年生，生日5月30日，身高163cm，血型A型，三圍B84/W53/H86。
性格開朗容易親近，運動神經卓越，在同學間很受歡迎。自稱「愛姊（あいさん）」喜歡為別人改暱稱。會到不同運動社園當外援。
擁有辣妹的外貌，美容技術高超。然而內裏卻是與婆婆輩接近的喜好，很喜歡婆婆的醃漬物。
與天王寺璃奈關係很好。
遊戲設定
- 就讀信息處理科。受到玩家的邀請加入同好會。
- 愛說冷笑話，自己笑點也很低。喜歡與別人一同歡笑。

動畫設定
- 與璃奈一起照顧在學校附近流浪的白貓半平。
- 與璃奈觀看雪菜在學校的表演後大受感動，決定加入同好會。決定了要讓觀眾們一同歡笑而開始訓練講冷笑話。

近江彼方（Konoe Kanata，聲：鬼頭明里）
虹咲學園三年生，生日12月16日，身高158cm，血型O型，三圍B85/W60/H86。
自稱「彼方醬（かなたちゃん）」，喜歡睡覺。相當寵愛自己的妹妹。廚藝了得。
就讀生活設計科。
遊戲設定
- 為了加入虹咲學園學園偶像同好會，而從別校轉校到來。
- 因為成績下跌而暫停活動，後來重新加入。

動畫設定
- 同好會早期成員。
- 從同好會日常鍛煉所見體能不俗，但身體柔軟度及力量較差。
- 動畫版中補充了彼方愛睡覺的原因：她因為平日早睡晚起地處理家事，為照顧妹妹花盡心力。
- 完結篇第一章中與其他部分成員到沖繩參加校園偶像GPX大賽。

優木雪菜（Yuuki Setsuna，聲：楠木燈→林鼓子）
虹咲學園二年生，生日8月8日，身高154cm，血型O型，三圍B83/W56/H81。
就讀普通科。秘密地擁有學生會長中川菜菜與神秘的學園偶像優木雪菜兩種身份。作為優木雪菜的時候，是個性格熱情的動畫和偶像宅；扮演學生會長時，是個理性冷靜、戴着平光眼鏡束起辮子的優材生。
廚藝水平意外地非常糟糕，甚至會做出「黑暗料理」，然而卻沒有自知之明。
遊戲設定
- 直到遊戲發行，才正式披露她作為中川菜菜的現實身份。
- 初登場於學生會辦公室，在玩家與霞為了阻止學園偶像同好會廢社而向她請求時，提出了要湊足10位部員的要求。在湊夠了連同玩家在內的9位部員後，向同好會成員揭露自己是中川菜菜的秘密，並加入成為第10位部員。
- 後來遭到栞子的彈劾，卸下學生會長的職務。

動畫設定
- 主動以學生會長的身份出現在來到學園偶像同好會社辦前的侑與步夢面前，向兩人表示雪菜不再當學園偶像了，而學園偶像同好會也遭到廢社。
- 同好會早期成員。因為認為自己就偶像發展方向的想法對別人構成負擔，因此自願離開同好會，讓其他人自由發展。
- 後來被侑說服，重新加入同好會，同好會此後活動方針改以個人活動為主，也不尋求參與全國學園偶像大賽「Love Live！」。
- 第二季中還是擔任學生會長。
- 在學園偶像祭的前夜祭中公開中川菜菜就是優木雪菜的雙重身分。
- 學生會任期結束前向栞子表示不尋求連任。

艾瑪·薇蒂（Emma Verde，聲：指出毬亞）
虹咲學園三年生，生日2月5日，身高166cm，血型O型，三圍B92/W61/H88。
來自瑞士，有許多弟妹和一隻叫小雪（ネーヴェ）的羊，家裏有養羊作為家業。因為對學園偶像有憧憬而轉學到日本。對日本文化有濃厚興趣，但不擅長漢字，也不太聽得懂愛的同音字冷笑話。
有時會稱呼「Ciao」和「Buono」（義大利語的「你好」和「好棒」）。
就讀國際交流科。住在學校提供的宿舍，果林是她室友。
性格溫柔富包容力。把同好會的大家視為自己的妹妹一般看待和照顧。似乎很介意臉上的雀斑。
遊戲設定
- 為了加入虹咲學園學園偶像同好會，而從別校轉校到來。
- 因為短暫回到瑞士家鄉，而被誤會退出同好會。
- 食量很大。尤其喜歡吃面包。

動畫設定
- 跟果林關係很好。很擔心學園偶像同好會的廢社情況，甚至想要找到行蹤不明的雪菜，向她談談。
- 同好會早期成員。極力游說果林加入。
- 臉上的雀斑位於臉頰且不明顯，也沒有在意雀斑的描寫。
- 食量明顯較其他團員為大，但沒有特別喜歡吃麵包的明確描寫。
- 對同為留學生的嵐珠非常在意，即使最初提出共同演出被嚴辭拒絕都沒有放棄。
- 在瑞士的弟妹至少有8人。
- 完結篇第一章中與其他部分成員到沖繩參加校園偶像GPX大賽。
- 相較於與其他校園偶像以至虹咲的同伴們較量，更重視感受到對方的心情，因此也不太在意自己在校園偶像GPX大賽中的勝負。
- 當嵐珠生氣地打算退出校園偶像GPX大賽時將她留住，並與她一同搬到赤嶺天家中經營的民宿暫住。
- 在沖繩參加校園偶像GPX大賽期間與赤嶺天進行共同演出。

天王寺璃奈（Tennouji Rina，聲：田中千惠美）
虹咲學園一年生，生日11月13日，身高149cm，血型B型，三圍B71/W52/H75。
性格內向，不擅長用表情表達感受。
就讀情報處理學科。能夠掌握高科技產品。
與宮下愛關係很好。
遊戲設定
- 與玩家接觸之前，已經會以隨身攜帶的璃奈板代替表情。
- 經宮下愛推薦，加入同好會。
- 親手製作機械貓「亞蘭」並作為寵物。

動畫設定
- 最初以素顏樣貌出現。後來接受同好會成員的提議，使用璃奈板代替表情。
- 與宮下愛一起照顧在學校附近流浪的白貓半平。
- 與宮下愛觀看雪菜在學校的表演後大受感動，決定加入同好會。加入同好會是希望能透過成為學園偶像而與別人築成關係。
- 沒有關於「亞蘭」的具體描寫，那似乎只是娃娃而非機械寵物。
- 演出時都會使用電子璃奈板，直至同好會首次演唱會的演出前夕因璃奈板發生故障並無法修復，才首次以素顏演出。

（Mifune Shioriko，聲：小泉萌香）
虹咲學園一年生，生日10月5日，身高160cm，血型AB型，三圍B79/W56/H78。
就讀普通科。
遊戲設定
- 性格高冷，個性嚴肅認真。向中川菜菜發起挑戰，成功取代她成為新一屆學生會長。
- 因為姐姐的經歷而討厭學園偶像。最後解開心結，加入學園偶像同好會。

動畫設定
- 動畫第一季未登場。
- 第二季開始以學生會成員登場，並未像遊戲那樣因自身經歷而討厭學園偶像，反而支持學園偶像同好會，並策畫將文化祭與第二屆學園偶像祭合併舉行。
- 意外發現中川菜菜即優木雪菜的雙重身分，但沒有揭穿。
- 沒有像遊戲劇情般挑戰中川菜菜的學生會會長地位。
- 最初因為姐姐的經歷而放棄當學園偶像，只負責支援的角色，最後解開心結，加入學園偶像同好會。
- 期考前對菜菜表明參加學生會選舉的意願，後來當選會長。
- 對自己呆板嚴肅的性格且演與粉絲們互動時的尷尬情況頗為在意，也因此認為自己或許不適合當校園偶像。經過接待來日本交流的艾拉後，決定要突破既有的框框。

米雅·泰勒（Mia Taylor，聲：內田秀）
虹咲學園三年生，生日12月6日，身高156cm，血型AB型，三圍B80/W55/H80。
來自美國，出身於音樂名門的14歲天才作曲家
遊戲設定
- 已跳級就讀大學，但被鐘嵐珠挖角成為學園偶像部的作曲家而與她一同留學至虹咲學園。

動畫設定
- 動畫第一季未登場。
- 第二季動畫當中與鐘嵐珠一同到虹咲學園留學。
- 為鐘嵐珠作曲，但其形容僅為互相合作關係，最初對學園偶像興趣不大。
- 童年時喜歡歌唱，但因為首次登台演出面對來自觀眾的巨大壓力而怯場，此後認為自己再沒有能力歌唱，轉為作曲方面發展。
- 因再為嵐珠作曲一事與她吵了一架，在璃奈開導下解開心結，創作出屬於自己的歌曲，以留住嵐珠。
- 似乎喜歡貓，但想要擼半平時都被牠躲開；但同時也似乎怕狗，曾被雫家的歐菲莉亞嚇得躲開。
- 說話中會夾雜英文，情況比嵐珠更多。

鐘嵐珠（Zhong Lanzhu，聲：法元明菜）
虹咲學園二年生，生日2月15日，身高165cm，血型B型，三圍B87/W55/H82。
從香港到虹咲學園留學
遊戲設定
- 虹咲學園理事長的女兒。
- 認為同好會的水平不夠而拒絕加入，並以最好的工作人員和環境成立「學園偶像部」。
- 成立「偶像部」後極力欺壓「同好會」，禁止後者在虹咲校園內活動，又將同好會部分成員挖角至偶像部。(被挖角的成員有朝香果林、宮下愛和三船栞子，櫻坂雫也曾經一度加入，但很快便退出回同好會去了。)
- 經過與同好會連串對決後意識到自己失敗，打算放棄當學園偶像並回香港，但被眾人追回，後來向玩家道歉並與米雅一同加入同好會，而被嵐珠挖角的成員也於「學園偶像部」解散後重新加入，並為這段期間對同好會造成困擾和不愉快而道歉。

動畫設定
- 動畫第一季未登場。
- 是個重度學園偶像愛好者。
- 說話時偶爾會夾雜中文，惟當中以普通話居多、香港人使用的港式粵語較少。
- 第二季動畫當中，她因看過同好會的學園偶像祭，對學園偶像憧憬而從香港到虹咲學園留學。她声言要与同好会一起，在第二届学园偶像祭中演出。
- 認為偶像應為粉絲帶來希望，而不是由粉絲帶動偶像活動而與同好會分歧，並認為加入同好會會限制表演空間而未有加入，只以個人身分不時進行突擊演唱會。
- 她拒絕加入同好會的另一個原因，是過去常被朋友逐漸疏遠，故認為自己與其他人都相處不來，而不願再交朋友。
- 起初獨自居於台場一處高級公寓，進行歌唱、舞蹈、體能等鍛練，霞、彼方、艾瑪及璃奈是其新居的首批訪客。加入同好會後搬到學校宿舍，與果林、艾瑪及米雅成為宿友。
- 在加入同好會前一直都關心其活動，並承認無法做得到QU4RTZ般的小隊演出。未像遊戲起初與同好會尖銳對立、也未有成立「學園偶像部」，自然也不存在藉「偶像部」活動對「同好會」作欺壓及惡性競爭的情節。
- 得知第二屆學園偶像祭因報名參加者太多或無法與文化祭一同舉行時，與學生會、同好會及其他學園代表一同開會商討應對方案，又介紹紫苑女學園的學園偶像給同好會，以共同組織跨校學園偶像祭。
- 經過第二屆學園偶像祭後，認同同好會的演出比自己更優勝，也認為自己無法追上她們，而一度打算放棄當學園偶像回香港，但在機場被眾人勸說後留下並加入同好會。
- 因不時在校內作出格行為，而屢次被罰寫反省文。
- 完結篇第一章中與其他部分成員到沖繩參加校園偶像GPX大賽。
- 希望在校園偶像GPX大賽中，憑自己的實力與虹咲的同伴們公平較量，但在沖繩期間發現眾人所入住酒店原來是母親經營，更為她提供高級套房，因此誤以為母親藉作為贊助方的權勢偏袒自己而打算退賽避嫌。
- 在霞從中促成下釋除了對母親的誤解。

#### 虹咲學園學園偶像部
- 僅在手遊劇情出現，原由鐘嵐珠創立，但後被她本人自行廢部。

#### 學院相關角色
玩家
《Love Live! 學園偶像祭 ALL STARS》中登場的角色，也就是玩家自身，由玩家自定名稱。在官方故事中一直未有正式提及名稱，僅以代名。於《Love Live! 虹咲學園學園偶像同好會》動畫版中，官方宣布增設角色，在正式公開其立繪形象圖和向《Love Live!》系列的廣大粉絲徵集該角色名後，於2020年5月15日以票選出的『高咲侑』作為該角色名。
遊戲設定
- 虹咲學園二年生，上原步夢的兒時玩伴，也是虹咲學園學園偶像同好會的部長兼作曲者。在校内就讀音樂科，本身會演奏多項樂器。
- 與步夢兩人在UTX看到μ's和Aqours的聯合演唱會的影像後而萌生應援的想法，之後在解決同好會因人數不足面臨廢止的危機後被眾人推舉為同好會部長。
- 代表虹學組前往音乃木坂及浦之星學校交流並與μ's和Aqours產生互動及獲得友誼。

動畫設定
高咲侑（Takasaki Yu，聲：矢野妃菜喜）
- 虹咲學園二年生，身高156cm，上原步夢的兒時玩伴，就讀普通科 → 音樂科。
- 與步夢兩人逛街之際，意外聽到雪菜的歌聲而前往觀看，因為雪菜的表演而產生出心中的那股悸動。
- 笑點很低，會因為宮下愛的冷笑話而笑得停不下來，倒地不起。
- 原本對樂器一竅不通，正在自學鋼琴。在第一季結局留下參加音樂科轉科考試的伏線。
- 第二季已正式轉入音樂科，並向步夢表示自己剛轉入的關係，得將學習進度趕回來及多練習彈鋼琴。

中川菜菜（Nakagawa Nana，聲：楠木燈→林鼓子）
《Love Live! 學園偶像祭 ALL STARS》中登場的角色，學生會長 → 前任學生會會長，其實就是優木雪菜的真實身份。
學生會副會長（聲：杉山里穗）
動畫登場角色。中川菜菜所屬的學生會的副會長。
學生會書記（聲：佐佐木李子、市之瀨加那）
動畫登場角色。中川菜菜所屬的學生會的兩位書記。兩人外型相似，但動畫未有提及關係。
話劇社部長（聲：小山百代）
動畫登場角色。櫻坂雫所屬的話劇部的部長，是櫻坂雫的前輩。
色葉（聲：若井友希）
動畫登場角色。天王寺璃奈的同班同學。
今日子（聲：桑原由氣）
動畫登場角色。天王寺璃奈的同班同學。
淺希（聲：川井田夏海）
動畫登場角色。天王寺璃奈的同班同學。
半平（聲：麥穗杏菜）
動畫登場角色。在學校附近流浪的白貓，與天王寺璃奈親近。
嵐珠的母親（聲：尤加奈）
遊戲設定
- 虹咲學園的理事長。

動畫設定
- 劇場版完結篇第一章中登場。
- 在全球多地經營生意，與嵐珠相處時間並不多。
- 作為校園偶像GPX大賽贊助人之一，惟劇情仍未提到她與虹咲學園的關係。
- 積極推動校園偶像GPX大賽，認為參加者們經過競爭與較量，定能收獲到新事物。
- 當得知沖繩的參賽者當中不少人因場地不足未能演出時，即安排在其經營的酒店加建舞台。

### 虹咲學園學園偶像同好會家族成員及相關人物
川本美里（聲：石川由依）
愛的鄰居姊姊。

近江遙（Konoe Haruka，聲：本渡楓）
彼方的妹妹，是東雲學院的一年級學生，紅髮雙馬尾。
一年級就有人氣列入C位。

近江姊妹的母親（聲：皆口裕子）
彼方與遙的母親。
三船薰子（Mifune Kaoruko，聲：日笠陽子）
栞子的姐姐。

動畫設定
- 第一季未登場
- 第二季第5話中登場
- 到虹咲學園音樂科擔任教育實習生。
- 曾就讀於紫苑女學院，就讀期間亦曾是學園偶像，但在高中的三年裡卻是在「Love Live！」預賽中落選。栞子就是在看到其姊的學園偶像表演後才萌生了成為學園偶像的想法。

克羅艾·泰勒（Chloe Taylor）
米雅的姐姐。

### 其他學園偶像

#### 東雲學院
角色參考自《Love Live! 學園偶像祭》中的東雲學院，除掉原有的近江彼方以外共有8位學園偶像。
近江遙（Konoe Haruka，聲：本渡楓）
詳見#虹咲學園學園偶像同好會家族成員及相關人物
克莉絲蒂娜（Christina，聲：石見舞菜香）
僅在動畫中登場。
支倉笠音（Hasekura Kasane，聲：千本木彩花）
僅在動畫中登場。

#### 藤黃學園
角色參考自《Love Live! 學園偶像祭》中的藤黃學園。
绫小路姬乃（Ayanokoji Himeno，聲：日岡夏美）
僅在動畫中登場。藤黃學園的二年級生。作為代表，與虹咲學園學園偶像同好會進行交涉。由朝香果林的模特兒時期起已經是其粉絲。
紫藤美咲（Shido Misaki，聲：本宮佳奈）
僅在動畫中登場。藤黃學園的三年級生。

#### Y.G.國際學園
角色參考自《Love Live! 學園偶像祭》中的Y.G.國際學園。
珍妮佛（Jennifer，聲：愛美）
在動畫第二季登場，Y.G.國際學園學園偶像部部長，與艾瑪在留學生的網上社群中認識，邀請同好會與Y.G.舉行聯會演唱會。
拉克夏達（Rakshata，聲：山北早紀）
在動畫第二季登場，Y.G.國際學園學園偶像部副部長，與艾瑪在留學生的網上社群中認識，邀請同好會與Y.G.舉行聯會演唱會。

#### 紫苑女學院
角色參考自《Love Live! 學園偶像祭》中的紫苑女學院。
黑羽咲夜（Kurobane Sakuya，聲：近藤玲奈）
紫苑女學院學生，第二季登場，看過鍾嵐珠的突擊演出，後來從鍾嵐珠得知聯合舉辦學園偶像祭後，到同好會參加。
有中二病傾向。
黑羽咲良（Kurobane Sakura，聲：大森日雅）
紫苑女學院學生，第二季登場，與姐姐黑羽咲夜一同到同好會表示參與聯合學園偶像祭。

### 其他角色
艾拉（Isla，聲：東山奈央）
OVA登場角色，來自英國的中學生。
希望在本地開展校園偶像活動，但因為英國沒有相關文化而面對困難。
步夢到英國進行短期交流後，隨步夢到日本參與短期交流。
佩涅露比（Penelope，聲：各務華梨）
OVA登場角色，來自英國的中學生。
艾拉的好友，支持她進行校園偶像活動。
赤嶺天（Akamine Ten，聲：島袋美由利）
完結篇第1章登場角色，虹咲成員在沖繩所遇到的少女。
彈奏沖繩傳統樂器三線。
最初與石嶺小糸以校園偶像組合演出，後因活動反應欠佳而拆夥。
與來到沖繩參加校園偶像GPX大賽的艾瑪進行共同演出。
石嶺小糸（Ishimine Koito，聲：下地紫野）
完結篇第1章登場角色，虹咲成員在沖繩所遇到的少女。
最初與赤嶺天以校園偶像組合演出，後因活動反應欠佳而提出拆夥。

## Love Live! Superstar!!登場人物

### 結丘女子高等學校
香音等人就讀的學校，位在表参道、原宿、青山三條街道交匯的一所新設立的私立女子高等學校。前身為「神宮音樂學校」，因此音樂班是學校的重點班級。
因為沒有過往校史、沒有歷屆學生，又加上新設立的關係，入學數比起其他學校較為不多。另外因為沒名氣的關係而校名鮮為人知。
有別於音乃木坂學院、浦之星女學院、虹咲學園及蓮之空女學院，校服沒有以領結顏色區分年級。

#### Liella!
Liella!由法語的lier（連結）與來自義大利語的音樂術語brillante（內心閃耀的）組合而成，寓意「現在還是很小的星星，但如果將內心的閃耀相連，就一定可以成為Superstar」。
- 命名來源

- 該名稱為電擊G's公開向讀者募集並由讀者票選產生。
- 動畫版中由香音命名。

- 成立過程

- 動畫版：可可與香音二人一起成立 → 菫 → 千砂都 → 戀 → 希奈子 → 芽衣、四季 → 夏美 → 香音離團 → 冬瑪香併入。

- 在動畫第1季由一期生組成的人5團隊打入Love Live!大賽的東京都預賽，並以第二名作結，無法打入決賽。比賽後團隊人氣有所提升，但由於不少新生擔心跟不上前輩們而卻步，反而導致難以招募新成員，第2季在加入二期生後，成功地在Love Live!大賽獲得冠軍，並且知名度大漲，第3季在經歷校內分團風波及成員之間的摩擦後，以11人姿態的Liella!挑戰Love Live!大賽二連霸，最終創下其他學校一直未達成的創舉 - Love Live!大賽二連霸，最後在一期生畢業後，Liella!交棒給二期生與三期生傳承下去。

澀谷香音（Shibuya Kanon，聲：伊達小百合）
Liella!一期生成員，生日5月1日，身高159cm，血型A型。
- 喜歡唱歌，但對於在他人面前唱歌的這件事相當無自信。

動畫版設定
夢想就讀結丘女子高等學校的音樂班，但因為過度緊張而失敗，而只能就讀普通班。
起先因為可可的亢奮情緒而感到莫名其妙，甚至害怕，但在與可可相處下來而改觀，甚至因為她的關係，而對學園偶像產生興趣。
在第二次參與「Love Live!」東京都預賽並出線後，獲邀到奧地利的維也納國立音樂學院留學，經過一度折騰並在決定接受邀請，不過在「Love Live!」大賽勝出準備出發之際，才發現留學邀請已被取消了。
因為留學之事遭到取消的關係，導致香音不知道該如何面對其他成員，但在經歷一番掙扎後，決定面對其他成員，但她只說是因被委託留在日本教導葳恩及自己不回歸Liella!及打算跟葳恩搭檔成為學園偶像的事。
唐可可（Tang Keke，聲：Liyuu）
Liella!一期生成員，生日7月17日，身高159cm，血型O型。
動畫版設定
中國與日本的混血兒，在上海出生及定居。
Sunny Passion的超級粉絲，因崇拜他們而立志到日本，目標成為學園偶像，她在住所掛了巨幅海報當成神像，並進行“膜拜”。
對於學園偶像相當熱衷，因為香音的歌聲而邀請她成為學園偶像。
只要一興奮起來，就會脫口說出普通话，因此一開始讓香音感到莫名其妙，甚至害怕。
因為戀的禁止學園偶像令，而發起聯署抗議。
有不錯的作詞能力，似乎也能夠獨力製作巨型橫額、展示板、宣傳車等大型手工，但體能不好，也容易暈船。
曾與家人在電話對話中提到一旦在校園偶像方面沒有成績就要回國，後來在Liella!第二次參加「Love Live!」大賽並勝出，得以繼續留下。
第3季中起先因為香音要去留學而相當不捨，但後來知道香音會留在日本而高興，但隨後卻得知香音的打算而震驚。
在面臨的畢業調查中，為了到底是繼續音樂的夢想，還是順應家中父母的期望回到北京升讀大學而不斷糾結，甚至一度對父母謊稱答應他們的期望回北京讀大學，但在上舞台前與香音的對談，讓她終究正視自己的內心想法。
與姐姐交談時會說上海話（第三季第五、第六集）。
第3季的最後為了持續自己的夢想，一邊回去北京讀大學，一邊以堇的經紀人努力著。
嵐千砂都（Arashi Chisato，聲：岬奈子）

嵐千砂都的cosplay

Liella!一期生成員，生日2月25日，身高155cm，血型B型。
動畫版設定
一開始就讀結丘女子高等學校的音樂班，第6話時下定決心之後，轉進普通班。
擔任學園偶像部部長。
第3季已得知私下參加專業舞者的甄選並通過，但因為Liella!面臨大賽的關係，沒告知香音以外的其他成員。
平安名堇（Heanna Sumire，聲：Payton尚未）
Liella!一期生成員，生日9月28日，身高161cm，血型AB型。
動畫版設定
香音與可可的同班同學。
家裡是稳田神社，所以在此擔任巫女。
由童星年代開始於演藝界發展，但一直演出配角，星探認為她只合適做路人角色，很想成為主角，一直未如願而失意。
童星演出中曾扮演具足蟲，與可可拌嘴時不時遭以此調侃；雖視之為黑歷史，但有時候也會用以自嘲。
第1季第10話因Love Live!地區預賽的題目，使得擁有強烈RAP感的她擔任新歌曲的C位，但因為過去的經歷及周圍人的觀感，讓她退縮。之後更是因為聽到可可的通訊萌生出退出C位的想法，但最後在可可的勸說後，毅然決然地接下新歌曲的C位。
一次無意中聽到可可與家人的電話通話，發現她一旦在校園偶像方面沒有成績就要回國，在可可要求下為她保守這秘密。
為不希望可可離開而暗中維護她，甚至不惜唱黑臉不讓一年生一同在「Love Live!」的東京區選拔賽出賽，聲稱要確保較大機會出線讓自己「重返娛樂圈」，使香音一度為此非常生氣。後來在眾人面前吐露出原委，將誤解解開。
第3季的最後已在某間經紀公司開始她的重返演藝圈之路，但知道可可成為她的經紀人時嚇了一跳。
葉月戀（Hazuki Ren，聲：青山渚）
Liella!一期生成員，生日11月24日，身高163cm，血型A型
動畫版設定
就讀結丘女子高等學校的音樂班。雖然第一期第9話開始穿著普通班制服，但實際上還是音樂班的學生。
為發掘與趣以及去可可家玩遊戲影響到變得非常沉迷電子遊戲，父親送來各式遊戲機甚至大型機台，結果導致睡眠不足、一度荒廢了作曲的任務。
因無法將母親創辦的結丘放下不管，又加上沒有學生想當學生會長的緣故，所以面臨升學問題的她一直身兼學生會長的職務，直至確定沒人報名參選學生會會長，改為邀請希奈子接棒。
第3季的最後，得知會繼續就讀大學，並陸續接手並管理結丘的相關事務，直到正式繼任結丘的理事長。
櫻小路希奈子（Sakurakoji Kinako，聲：鈴原希實）
Liella!二期生成員，生日4月10日，身高159cm，血型O型。
動畫版設定
來自北海道，自稱為一個「在大城市裡左顧右盼、焦慮不安的女孩」。
本以為自己不會參加學園偶像這樣的活動，但看到Liella!一期生們的閃光之處後決定努力成為學園偶像。
學習一般也不擅長運動，但是有人說她能理解動物的感受並與之交談。
獲戀邀請接捧學生會會長，最初為此感到猶豫，在瑪格麗特開導下決定嘗試接受這挑戰。
米女芽衣（Yoneme Mei，聲：藪島朱音）
Liella!二期生成員，生日10月29日，身高155cm，血型A型。
動畫版設定
是個狂熱的校園偶像愛好者，家中甚至供奉着非常稀有的「傳傳傳」DVD。
她的很多朋友由於她的眼神而害怕她。其實因為近視眼又沒有配眼鏡而常要瞪眼，使其他人都誤以為她很兇惡。
因為想當校園偶像、加入Liella!而報讀結女，但由於本人也不喜歡自己的眼神導致她一直認為自己不夠可愛，因此她入學後都一直在猶豫。
雖然本人認為自己不適合當學園偶像，但看到Liella!一期生們在舞臺上十分耀眼也喜歡上了學園偶像並且後來努力嘗試成為學園偶像。
第3季的最後在Liella!二期生與三期生成員的慫恿下成了新任學園偶像部部長。
若菜四季（Wakana Shiki，聲：大熊和奏）
Liella!二期生成員，生日6月17日，身高161cm，血型B型。
動畫版設定
最喜歡芽衣、鍬形蟲和蝴蝶。
穿校服時不少時間都會穿上大白褂，似乎自製了一系列發明品。
加入學園偶像部前成立了科學愛好會，但會員只有芽衣一人。
知道芽衣想要加入Liella!但一直未有行動，故用上了不同方法推動她加入。
受芽衣影響對校園偶像有憧憬，但認為自己沉默缺乏笑容而卻步。
本人不喜歡熱鬧，但加入學園偶像部後和大家一起唱歌對熱鬧的環境也不那麼介意了。
第3季第3話時被千砂都選為C位時，讓她覺得無法像香音那樣閃耀的自己不適合，因而躲避現實，但最後在芽衣的鼓勵下選擇面對。
雖官方沒有公布具體設定，但從動畫作畫看來似乎是Liella!當中身材最豐滿的成員。
鬼塚夏美（Onitsuka Natsumi，聲：繪森彩）
Liella!二期生成員，生日8月7日，身高152cm，血型AB型。
動畫版設定
喜歡吃原味冰沙，每次吃冰沙時都想著如何讓Liella!發揚光大。
成為學園偶像前是主播，有「鬼夏」的暱稱，但追隨者數量及影片點擊都不多。
發現Liella!追隨者數量增加，以「製作人」身分接近眾人，後來被曾在藝能界打滾的堇揭發她利用Liella!拍片上載牟利「自肥」。但香音認為夏美所作所為的背後可能有隱情，提出暫時保持觀望，沒有即時作出進一步行動。
從小以來有過不少夢想但都不得要領，因而漸漸地放棄夢想，並用盡方法賺錢為往後的生活作準備，她由此變得極度拜金，有做不同兼職、也似乎有涉獵股市 。
與一年生一同希奈子北海道的老家合宿集訓期間，在到當地的香音勸誘下加入Liella!，至於先前以「製作人」身分與眾人簽訂的「契約書」似乎已不了了之。
加入後網紅作風沒太大改變，不時會試圖藉Liella!活動中發生的風波製作影片蹭熱度，但都會被其他成員阻止。
第三季中曾提到加入時承諾過不會以Liella!團隊內事件拍片牟利，但偶爾仍會因犯規遭四季等人懲罰。
家住茨城縣牛久市，離結女所在的原宿頗遠而且通學時間長，所以下課後不能頻密參與Liella!的操練。
因自己過去追求夢想然後又放棄的行為造成妹妹冬毬如今心態而感到自責，甚至一度懷疑選擇學園偶像這條路是否正確，直到在二期生其他三人的鼓勵下，最後選擇面對，並向冬毬告知即使在學園偶像這條路上跌跌撞撞，仍會展現出比過去還要更多發自內心的笑容給她看。
葳恩·瑪格麗特（Wien Margarete，聲：結那）
Liella!三期生成員，生日1月20日，身高161cm，血型A型。
- 喜歡巧克力和狼與鯊魚，喜歡的話-貫徹初衷。
- 從遙遠的奧地利來到日本留學，並就讀日本的國際學校，之後轉入結丘女子高等學校。
- 擁有優秀的音樂感，以及優美的歌聲。
- 有著爭強好勝的個性，因此與他人經常產生衝突。

動畫版設定
原為初中三年级，就讀學校不明，初登場時並未提及其名。在第二期第3话的YOYOGI School Idol Festival中取得優勝。
初登場時表現得囂張傲慢，蔑視其他的所有校園偶像，多番向香音出言挑釁，又揚言自己參與Love Live!東京都預賽只為了證明自己的能力高、其他參賽者都是水平低。
在東京都預賽僅以第二名落敗後，當眾搶麥克風並叫囂拒絕認輸，反而招致網民更多反感及劣評。
原本未能考上奧地利維也納音樂學院，參加Love Live!大賽只為作為獲家族推薦入學的踏腳石。後來香音獲邀請到維也納留學，並打算讓瑪格麗特跟隨她學習。
但於第二季最末，新學年開始時瑪格麗特突然出現在校門口，表示即將就讀結丘女子學園一年級，且先前同意讓香音到維也納留學的計畫被取消了。
從結丘理事長口中得知家裡讓自己留在結丘接受香音的指導，並得在下次Love Live!大賽中獲得優勝或對等的成績才能去維也納，心高氣傲的她只能選擇留在結丘，為了戰勝曾讓她落敗的Liella!，於是打算成立新學園偶像社，但因為過去的行為導致結丘的學生對她不喜，但最後只有香音跟冬毬兩人願意入社。
雖然在關於校園偶像的事情上心高氣傲，但在其他方面個性則未至於太惡劣，包括認為若受人恩惠都要好好回報對方。
目前暫住在香音家中，並會在咖啡廳幫忙。
為了能參加Love Live!大賽並與Liella!對決，獲得觀眾的萬讚，與香音幾人進行練習並舉辦遠端演唱會，但因為過去的行為，導致讚數不盡理想甚至網路上的負評不斷，本打算負氣離去，但在香音的勸說下留下並開始演唱會，在演唱會完後評價反轉。
鬼塚冬毬（Onitsuka Tomari，聲：坂倉花）
Liella!三期生成員，生日12月28日，身高163cm，血型B型。
- 喜歡烤白薯和水母，喜歡的話-夢想無法飽腹。
- 習慣以有效率的方式做事，不喜歡浪費時間。
- 經常以冷靜的態度面對任何事物，甚至對無法實現的事物以冷眼看待。
- 因為喜歡姐姐夏美的關係，所以對夏美所熱衷的學園偶像活動感到有興趣。

動畫版設定
突然出現在香音與瑪格麗特面前，並說自己想要入新學園偶像社。
行事比夏美更功利，認為得不到利益的事情都不應該做，夏美更形容冬毬「比自己更像money之鬼」。
從前當夏美當網紅拍片牟利時仍會幫忙，但當夏美不為利益下當校園偶像時，姐妹相處模式也有所改變。
想要成為學園偶像的目的在於觀察學園偶像到底有什麼魅力，能讓以賺錢為目標的姊姊改變夢想，而加入新學園偶像社則是因為沒有姐姐在身邊，自己更能冷靜地對待事物；而更深入原因是從小目睹夏美追尋夢想卻屢屢失敗並變得拜金，不想再看見姐姐因追尋夢想失敗而傷心。
試圖在與香音及瑪格麗特組合演出上引入付費元素牟利，但被香音斷然拒絕並阻止。
與夏美同樣家住茨城縣牛久市，也同樣因通學時間問題不能經常與香音及瑪格麗特一同練習，惹得瑪格麗特有所不滿。
第三季第7話時得知有強迫症。

#### 學院相關角色
理事長（聲：朴璐美）
是葉月花的舊識，也是神宮音樂學校的學生。
七草奈奈美（聲：和氣杏未）

彌惠（聲：富田美憂）

心乃（聲：白石晴香）

### 其他學校

#### Sunny Passion
Sunny Passion（烈日情熱）為來自神津女子高等學校的兩人團體（超級學園偶像），簡稱『Sanipa（サニパ）』，可可因受到兩人表演的影響，而對學園偶像心生嚮往。
動畫版第1季
第3話時不知為何原因，而臨時參戰代代木學園偶像祭，也因本身的強勁實力，如大家預期般的拿到第一。
第5話時來到香音家開的咖啡廳邀請香音幾人來神津島暑假遊玩，順便確認香音與可可的舞蹈指導一事。
第6話得知因神津島的居住人口少的關係，島上的居民都相當團結一心，甚至會以成為學園偶像的兩人為中心提供各種協助。
動畫版第2季

動畫版第3季
第11話時出現在Love Live!全國大賽會場，並祝福Liella!能實現她們未完成的理想 - Love Live!大賽二連霸。
聖澤悠奈（Hijirisawa Yuna，聲：吉武千颯）

柊摩央（Hiiragi Mao，聲：結木由奈）

### Liella!的家族成員
澀谷亞里亞（Shibuya Aria，聲：松永茜）
香音的妹妹。
香音的母親（聲：能登麻美子）
香音的母親。
香音的父親
香音的父親。
第3季時因出國的緣故，其房間讓給寄宿在香音家的葳恩居住。
圓滾滾（聲：麥穗杏菜）
香音家養的角鴞，深受千砂都的喜愛。
葉月花（Hazuki Hana，聲：遠藤綾）
戀的母親。
結丘女子高等學校的創辦人，跟結丘女子高等學校的理事長熟識，二年前因勞累過度而過世。
第1季第8話得知過去為神宮音樂學校的學生，曾經為了學校廢校的事情而以偶像的身份努力，也因此之後的她不顧打算到國外工作的丈夫反對，在學校原地重新建立起結丘女子高等學校。
唐萌萌（Tang Mengmeng，聲：RAN）
可可的姐姐。
個性溫柔，但喜歡捉弄人，很支持可可能做喜歡的事。
第1、2季透過電話跟可可傳達家裡的提議。
第3季第5話時為了幫助可可，而假借可可的名義買了來上海的機票寄給Liella!全員，之後在香音等人急於找尋可可的下落時，出現在Liella!全員面前，一度讓眾人以為她綁架了可可，直到可可拆穿她的惡作劇，才正式將讓Liella!全員來上海的目的說出口。
與可可都會以上海話進行交談。
第3季第11話時與雙親一起到Love Live!全國大賽會場為Liella!加油。
戀的父親
戀的父親。
沙耶（聲：花澤香菜）
服侍戀的女僕。
堇的妹妹（聲：和多田美咲）
堇的妹妹。
希奈子的母親（聲：大谷育江）
希奈子的母親，在北海道經營民宿。
第3季第11話時來到Love Live!全國大賽會場為Liella!加油。
瑪格麗特的姐姐（聲：雨宮天）
瑪格麗特的姐姐。
從瑪格麗特口中得知全家配合其升學的關係，從日本搬到維也納居住。
夏美、冬毬的母親（聲：日笠陽子）
夏美與冬毬的母親，在茨城經營鬼塚商店。
可可的父親
可可的父親。
可可的母親
可可的母親。

## Love Live! 蓮之空女學院學園偶像俱樂部登場人物

### 蓮之空女學院
花帆等人就讀的學校，位於石川縣金澤市內一處盛開蓮花的湖畔旁，是一所建校已超過百年的私立女子學院。
該校採取嚴格的全住宿制。

#### 蓮之空女學院學園偶像俱樂部
- 女主角群所組成的學園偶像團體，為了在畢業之前的有限時間內閃閃發亮而一起努力。
- 其前身為「蓮之空女學院藝樂部」。
- 命名來源
  - 由官方正式公佈團體名稱。

##### 在校生
日野下花帆（Hinoshita Kaho，聲：榆井希實）
蓮之空女學院三年生（103期生），生日5月22日，身高155cm
蓮之空女學院學園偶像俱樂部及Cerise Bouquet的成員。
- 性格樂觀開朗，充滿笑容，總是全力以赴地面對任何事。
- 目標是成為能在百萬觀眾面前表演的學園偶像。
- 家中是在長野經營花卉的農家。
- 家裡除了雙親外，還有兩個讀小學的雙胞胎妹妹。

村野沙耶香（Murano Sayaka，聲：野中心菜）
蓮之空女學院三年生（103期生），生日1月13日，身高157cm
蓮之空女學院學園偶像俱樂部及DOLLCHESTRA的成員。
大澤瑠璃乃（Oosawa Rurino）
蓮之空女學院三年生（103期生），生日8月31日，身高151cm
蓮之空女學院學園偶像俱樂部及Mira-Cra Park!的成員。
百生吟子（Momose Ginko，聲：櫻井陽菜）
蓮之空女學院二年生（104期生），生日10月20日，身高162cm
蓮之空女學院學園偶像俱樂部及Cerise Bouquet的成員。
徒町小鈴（Kachimachi Kosuzu，聲：葉山風花）
蓮之空女學院二年生（104期生），生日2月28日，身高152cm
蓮之空女學院學園偶像俱樂部及DOLLCHESTRA的成員。
安養寺姫芽（Anyoji Hime，聲：來栖凜）
蓮之空女學院二年生（104期生），生日9月24日，身高160cm
蓮之空女學院學園偶像俱樂部及Mira-Cra Park!的成員。
賽菈絲・柳田・利林費爾德（Ceras Yanagida Lilienfeld，聲：三宅美羽）
原瑞河女子高等學校附屬中學三年生，現為蓮之空女學院一年生（105期生）。
原瑞河女子高等學校學園偶像部的成員，現為蓮之空女學院學園偶像俱樂部及Edel Note的成員。
- 花帆的童年玩伴，也是過去花帆在住院時的鄰床病友。

桂城泉（Katsuragi Izumi，聲：進藤天音）
原瑞河女子高等學校一年生，現為蓮之空女學院二年生（104期生）。
原瑞河女子高等學校學園偶像部的成員，現為蓮之空女學院學園偶像俱樂部及Edel Note的成員。

##### 畢業生
乙宗梢（Otomune Kozue，聲：花宮初奈）
蓮之空女學院畢業生（102期生），生日6月15日，身高167cm
蓮之空女學院學園偶像俱樂部及Cerise Bouquet的畢業成員，原蓮之空女學院學園偶像俱樂部部長。
夕霧綴理（Yuugiri Tsuzuri，聲：佐佐木琴子）
蓮之空女學院畢業生（102期生），生日11月17日，身高171cm
蓮之空女學院學園偶像俱樂部及DOLLCHESTRA的畢業成員。
藤島慈（Fujishima Megumi，聲：月音瑚奈）
蓮之空女學院畢業生（102期生），生日12月20日，身高160cm
蓮之空女學院學園偶像俱樂部及Mira-Cra Park!的畢業成員。

#### 學院相關角色
大賀美沙知（Ogami Sachi，聲：小原好美）
蓮之空女學院畢業生（101期生）。
前學生會長，也是蓮之空女學院學園偶像俱樂部的前成員兼前部長，同時亦為蓮之空女學院理事長的孫女。
過去在社團期間，同時兼任「Cerise Bouquet」、「DOLLCHESTRA」、「Mira-Cra Park!」三個迷你小隊的成員。
繪奈（聲：前田玲奈）
蓮之空女學院二年生（103期生）。
花帆與沙耶香的同班同學。
琵琶子（聲：飯田光）
蓮之空女學院二年生（103期生）。
花帆與沙耶香的同班同學。
詩奈（聲：月城莉奈）
蓮之空女學院二年生（103期生）。
花帆與沙耶香的同班同學。
宿舍媽媽（聲：大久保千佳）
蓮之空女學院學生宿舍的宿管阿姨。

### 瑞河女子高等學校
位於長野縣的一所女子高中，已遭到廢校。

### 蓮之空女學院學園偶像俱樂部的家族成員及相關人物
花帆的母親（聲：松井菜櫻子）
花帆的母親。
日野下雙葉（Hinoshita Futaba，聲：宮村蒼 → 織部春香）
花帆的雙胞胎妹妹。
日野下實（Hinoshita Minori，聲：梅岡希）
花帆的雙胞胎妹妹。
村野司紗（Murano Tsukasa，聲：豐田萌繪）
沙耶香的姐姐。
麗華姐（聲：上間江望）
在近江町市場工作的女性。
每當社團成員有需要在市場擔任義工之時，都由她負責接洽，因此跟綴理等人從一年級開始就認識了。
吟子的祖母（聲：能登麻美子）
吟子的祖母，曾為蓮之空女學院藝樂部的成員。
姬芽的姐姐（聲：駒形友梨）
姬芽的姐姐，代替已過世的父母照顧姬芽。
慈的母親（聲：田村由香里）
慈的母親。
雪佳
小鈴的童年玩伴。
片城澄奈
漫畫版「Love Live! flowers* -蓮之空女學院學園偶像俱樂部-」中登場的角色。
梢的童年玩伴，亦是大伴女子學園的學園偶像。

## IKIZULIVE！ LOVE LIVE! BLUEBIRD登場人物

### LOVE學院高等學校
簡稱「L高」，在日本全國設立衛星學校的網絡高中，當中至少包括淺草、福井、梅田及仙台衛星分校。
學校以通信制形式運作，學生主要在家上網課及自學，按個人生活步調學習並取得學分，不用每天到校上課，也不需穿校服。另由於學生不需每天到校上課，L高的校舍規模及設施遠較傳統高中為小、收生質素是Love Live!系列當中最參差者。

#### 人生不易部！
高橋波爾卡（Takahashi Polka，聲：綾咲穗音）

麻布麻衣（Azabu Mai，聲：遠藤璃菜）

五桐玲（Gotou Akira，聲：宮野芹）

駒形花火（Komagata Hanabi，聲：藤野心）

金澤奇跡（Kanazawa Miracle，聲：坂野愛羽）

調布乃理子（Chofu Noriko，聲：瀨古梨愛）

春宮悠可里（Harumiya Yukuri，聲：奧村優季）

此花輝夜（Konohana Aurora，聲：天澤朱音）

山田真綠（Yamada Midori，聲：小戶森穗花）

佐佐木翔音（Sasaki Shion，聲：涼之瀨葵音）

## Love Live! SCHOOL IDOL MUSICAL登場人物

### 椿咲花女子高校
椿琉璃香（Tsubaki Rurika，堀內麻里菜（舞台劇）、渡邊美穗（電視劇）飾）
椿咲花女子高校二年生，同時也是該校理事長的女兒。
皇柚葉（Sumeragi Yuzuha，淺井七海 → 淺井七海、鈴木真由里 → 淺井七海（舞台劇）、淺井七海（電視劇）飾）
椿咲花女子高校二年生，大醫院的千金，也是琉璃香的青梅竹馬玩伴。
北條雪乃（Hojo Yukino，杏茱莉亞 → 杏茱莉亞、寺田光 → 杏茱莉亞、淺藏瑠香（舞台劇）、杏茱莉亞（電視劇）飾）
椿咲花女子高校一年生，琉璃香的學妹。
天草光（Amakusa Hikaru，小山璃奈 → 小山璃奈、春名真依 → 山內瑞葵、小山璃奈（舞台劇）、山內瑞葵（電視劇）飾）
椿咲花女子高校二年生
三笠真綾（Mikasa Maya，佐藤美波 → 佐藤美波、松澤可苑 → 由良朱合（舞台劇）、由良朱合（電視劇）飾）
椿咲花女子高校二年生
椿圓香（Tsubaki Madoka，蒼乃夕妃（舞台劇）、主濱晴美（電視劇）飾）
椿咲花女子高校的理事長，琉璃香的母親。

### 瀧櫻女學院
瀧澤杏（Takizawa Anzu，關根優那 → 富田菜菜風、西葉瑞希（舞台劇）、富田菜菜風（電視劇）飾）
瀧櫻女學院二年生，同時也是該校理事長的女兒。另外也是最近成為話題的瀧櫻女學院藝能系偶像部的C位成員。
若槻美鈴（Wakatsuki Misuzu，西葉瑞希 → 西葉瑞希、南野巴那 → 安本彩花、西葉瑞希（舞台劇）、安本彩花（電視劇）飾）
瀧櫻女學院二年生，同時也是瀧櫻女學院藝能系偶像部的部長。
來栖乙愛（Kurusu Toa，星守紗凪 → 黒木美佑、西田有愛 → 仲村悠菜（舞台劇）、仲村悠菜（電視劇）飾）
瀧櫻女學院一年生，同時也是瀧櫻女學院藝能系偶像部的成員。
鈴賀玲奈（Suzuka Rena，三田美吹 → 鈴木真由里 → 三田美吹、加藤夕夏 → 里菜、西田有愛（舞台劇）、里菜（電視劇）飾）
瀧櫻女學院二年生，同時也是瀧櫻女學院藝能系偶像部的成員。
晴風小夜香（Harukaze Sayaka，青山瑠里 → 西田平李、山本愛梨 → 山本愛梨、鈴木真由里（舞台劇）、山本愛梨（電視劇）飾）
瀧櫻女學院二年生，同時也是瀧櫻女學院藝能系偶像部的成員。
瀧澤京香（Takizawa Kyoka，岡村沙耶香 → 岡村沙耶香、福田惠里（舞台劇）、音月桂（電視劇）飾）
瀧櫻女學院的理事長，杏的母親。

## 外部連結
- （日語）Love Live! School Idol Project官方網頁（页面存档备份，存于）
- （日語）Love Live! Sunshine!!官方網頁（页面存档备份，存于）
- （日語）Love Live! 虹咲學園學園偶像同好會官方網頁（页面存档备份，存于）
- （日語）Love Live! Superstar!!官方網頁（页面存档备份，存于）
- （日語）Love Live! 蓮之空女學院學園偶像俱樂部官方網頁 （页面存档备份，存于）